# Église Sainte-Marie-Madeleine du Bellay-en-Vexin
L'église Sainte-Marie-Madeleine est une église catholique paroissiale située au Bellay-en-Vexin, en France. De plan cruciforme, elle se compose d'une nef-grange d'origine romane, mais maintes fois remaniée ; d'une base du clocher dont les quatre arcs-doubleaux conservent d'intéressants chapiteaux romans provenant de deux campagnes de construction différentes, alors que la voûte et ses colonnettes à chapiteaux datent seulement de la fin du XIIIe siècle ; d'un croisillon sud gothique rayonnant ; d'une chapelle gothique flamboyante au nord ; et d'un petit chœur carré de la Renaissance. L'aspect extérieur, sobre et sévère, ne révèle pas la multiplicité des campagnes de construction, qui n'ont du reste que peu modifié le plan primitif. Par les deux portails, dont l'un est bouché, et par son clocher en bâtière richement décoré, l'église Sainte-Marie-Madeleine paraît avant tout comme un édifice de la période rayonnante, et les rares éléments romans ne sont visibles que depuis l'intérieur. Ils forment son principal intérêt, mais le croisillon sud, anciennement chapelle de la Vierge, séduit aussi par son élégance, et l'on oublie l'absence de caractère du chœur grâce à la présence d'un somptueux retable baroque. L'église est classée monument historique depuis 1965, et se présente aujourd'hui en bon état. En revanche, elle est affiliée à une paroisse très étendue, celle de Magny-en-Vexin, et les célébrations se font aujourd'hui rares.

## Localisation

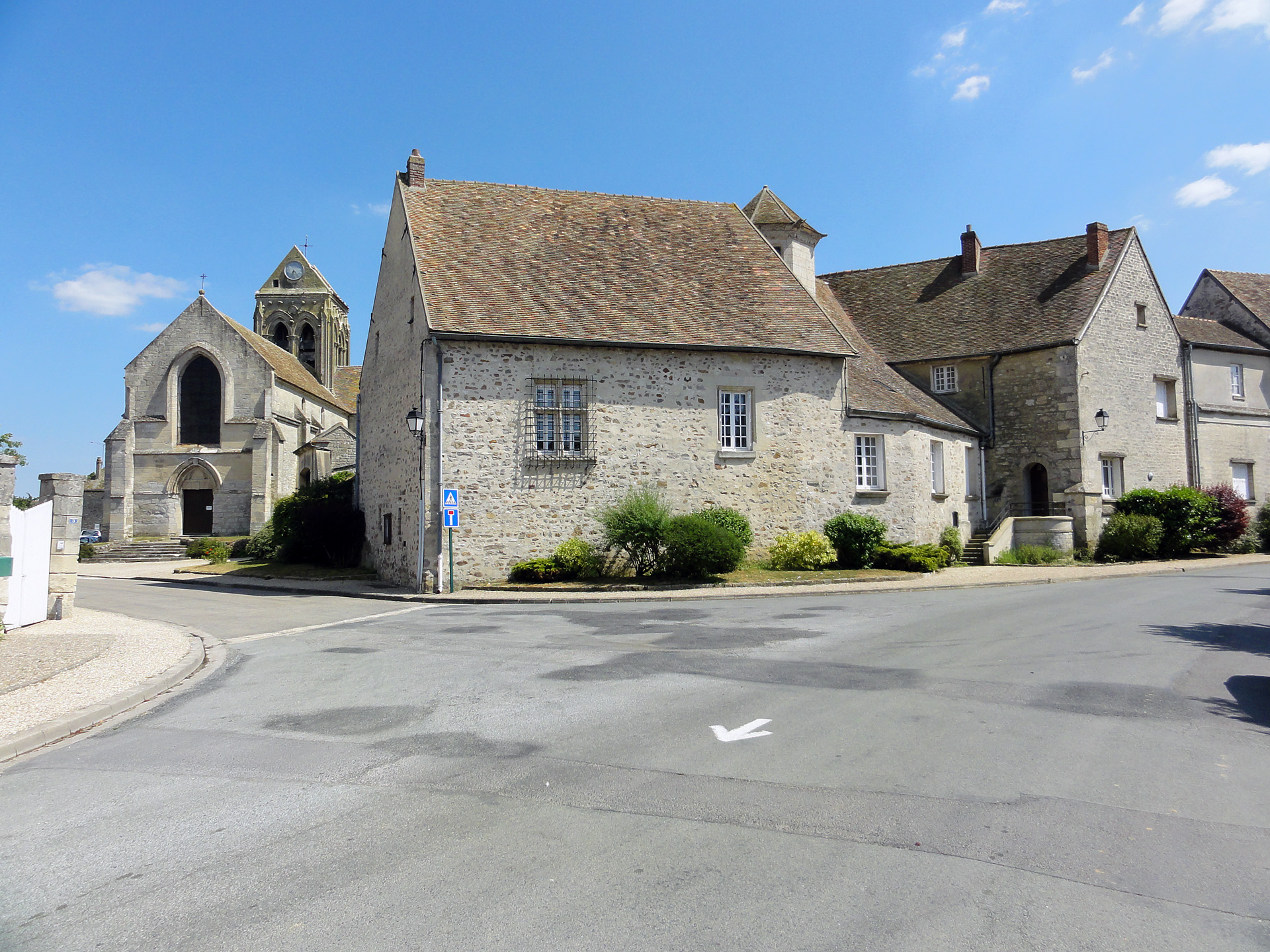
Vue depuis la Grande-Rue.

L'église est localisée en France, en région Île-de-France et dans le département du Val-d'Oise, dans le parc naturel régional du Vexin français, près de la limite avec le Oise, sur la commune du Bellay-en-Vexin, au centre du village, place de l'Église. Cette place se présente d'abord comme une courte rue reliant la Grande-Rue, soit l'ancien tracé de la RD 43, au parvis de l'église. La place proprement dite se situe au nord-ouest de l'église. Trois rues se terminant en impasse y prennent leur origine, dont la rue de la Mairie. La façade occidentale, en réalité tournée vers le nord-ouest, et l'élévation septentrionale de l'église donnent sur la place et sont bien dégagées. À l'est et au sud, des propriétés privées se rapprochent de près de l'église, tout en laissant libre un passage. L'on peut donc faire le tour de l'édifice, mais l'élévation méridionale ne peut s'apprécier en prenant du recul. — Le terrain qui entoure l'église est l'ancien cimetière, où les dernières inhumations ont eu lieu en 1878. À présent, toutes les sépultures ont disparu. Reste l'ancienne croix de cimetière, qui est en pierre, et mesure 3,75 m de hauteur. Sur son socle, sont gravés le millésime de 1643 et les initiales P.L. et M.R. — L'exploitation agricole au sud est la ferme de l'hôtel-Dieu, qui comporte un manoir avec pigeonnier des XVe siècle et XVIe siècles, et est classée monument historique depuis 1913. L'église et la ferme forment un ensemble architectural remarquable, devenu rare aujourd'hui, et pouvant se comparer à l'ensemble que forment à Moussy l'église Saint-André et l'ancien prieuré.

## Historique

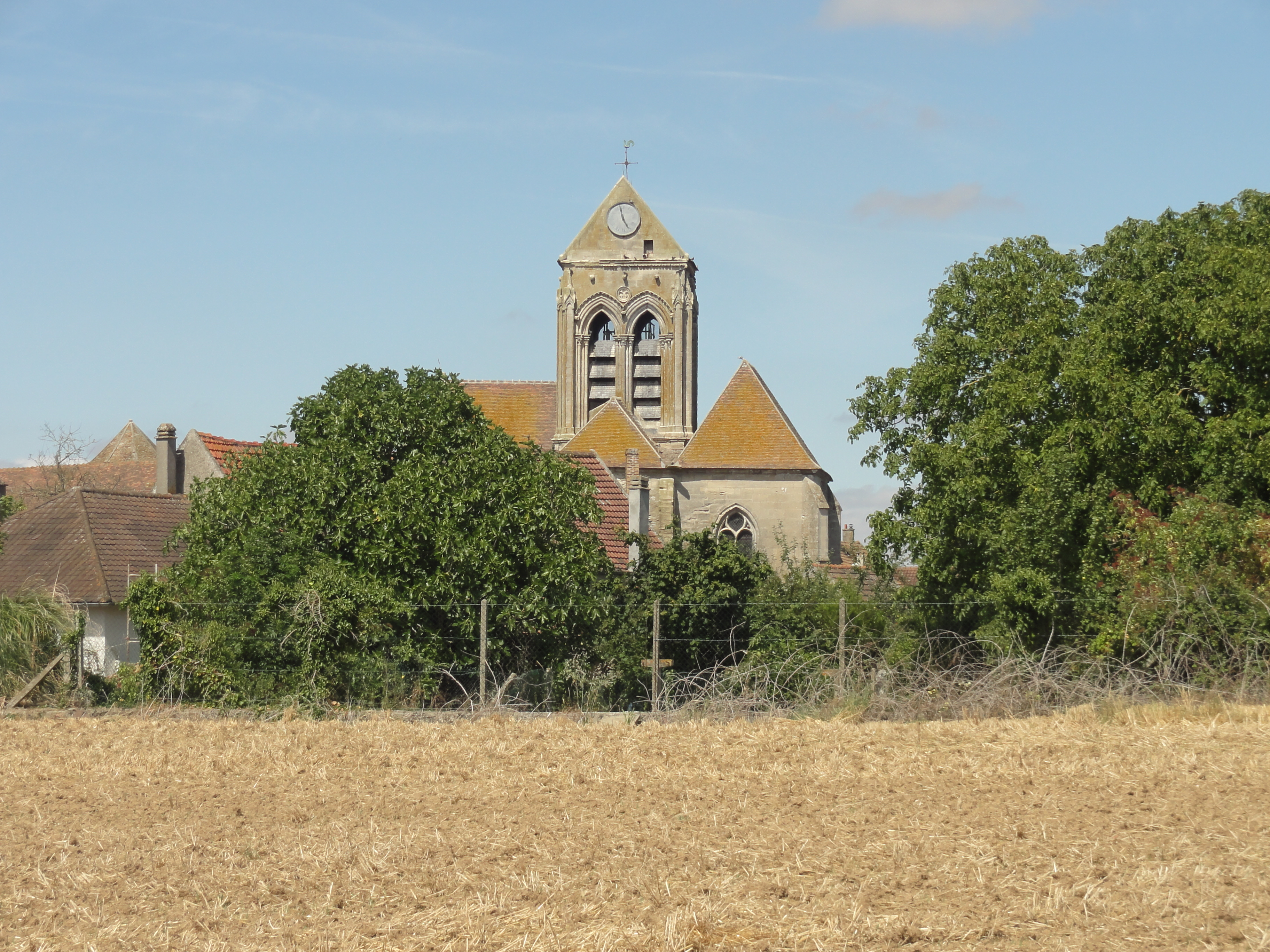
Approche du village par l'est.

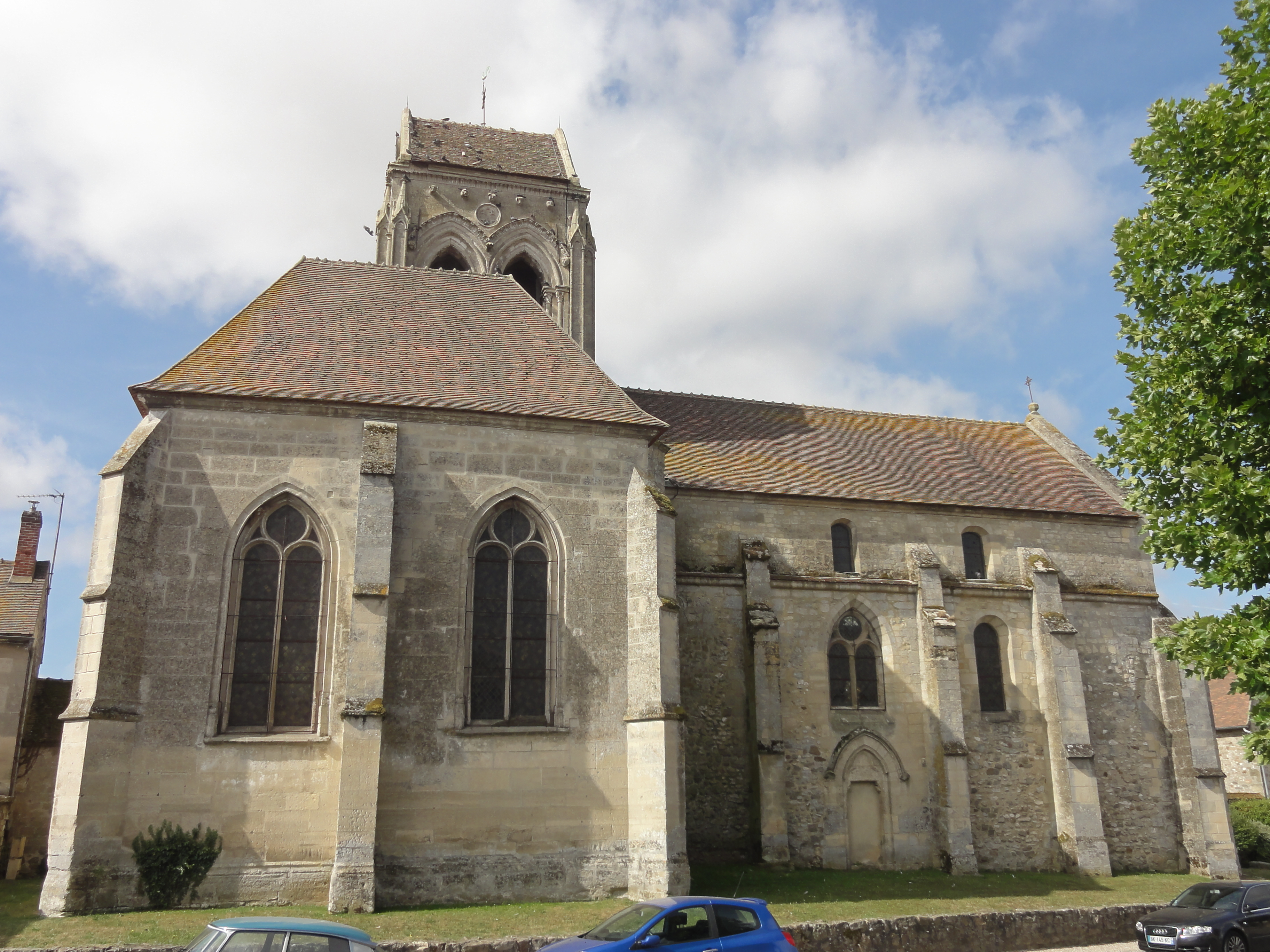
Vue depuis le nord.

La date de fondation de la paroisse n'est pas connue avec certitude. L'abbé Vital Jean Gautier la situe vers 1160. L'église est dédiée à sainte Marie-Madeleine. Sous l'Ancien Régime, Le Bellay-en-Vexin relève du doyenné de Magny-en-Vexin, de l'archidiaconé du Vexin français et de l'archidiocèse de Rouen. À la fin de l'époque carolingienne, la famille de Gisors s'était inféodé le village et la dîme du Bellay, à l'instar de ce que de très nombreux autres seigneurs pratiquent à la même époque. La réforme grégorienne enclenche un mouvement de restitution sous la forme de donations. Avant 1177, Guillaume du Bellay, fils de Pierre du Bellay et d'Asceline, donne un tiers de la dîme à l'abbaye Saint-Martin de Pontoise (il paraît que la famille du Bellay soit une branche de la famille de Gisors). Du fait de sa proximité géographique et de sa forte présence dans le Vexin, la puissante abbaye pontoisienne revendique assez tôt la collation de la cure. Elle lui est accordée par Thibault II de Gisors, avant qu'il ne soit élu abbé de Saint-Martin. Cependant, les descendants de Guillaumme du Bellay réclament pour eux la propriété de l'église pendant tout un siècle. Peut-être souhaitent-ils protéger ainsi la paroisse et le diocèse de Rouen de nouvelles spoliations, car selon Léon Plancouard, les évêques de Beauvais et de Paris convoitent l'archidiaconé du Vexin. En 1199, Guillaume de Bellay ratifie à Pierre Ie, dixième abbé de Saint-Martin, la vente de la dîme du Bellay dépendant de son fief,.
Aucun document ne renseigne sur la construction de l'église. Léon Plancouard affirme que son plan primitif comporte une nef, une base de clocher et un chœur, comme toujours à Gadancourt et au Perchay, et jadis à Arthies et Nucourt. Selon le même auteur, les arcades en plein cintre à l'ouest et à l'est de la base du clocher, ainsi que leurs colonnettes à chapiteaux, pourraient remonter  à la fin du XIe siècle, ou au début du XIIe siècle. Bernard Duhamel a étudié assez sommairement l'église du Bellay, et n'établit pas sa propre datation des parties romanes de l'église : il dit seulement qu'« on date l'origine de ces chapiteaux soit à la fin du XIe siècle, soit au début du XIIe siècle ». Duhamel ne différencie pas les chapiteaux des deux arcades citées de ceux des doubleaux latéraux ouvrant sur les croisillons, qui sont en arc brisé, et ne tient pas compte des arcades elles-mêmes. Il affirme à tort que toutes les arcades soient à double rouleau, ce qui est seulement le cas des doubleaux vers les croisillons,. Les quatre arcades autour du clocher ne sont donc pas homogènes, ce qui échappe aux deux auteurs. Pourtant, les chapiteaux des doubleaux latéraux sont d'un style plus avancé que ceux d'Arronville, Arthies ou de Cormeilles-en-Vexin, qui remontent à cette époque et s'apparentent à ceux de Chars. Les chapiteaux historiés, dont l'église Sainte-Marie-Madeleine renferme un exemplaire (dans une acception très large du terme), n'apparaissent dans la région qu'à la fin des années 1130, dans la crypte de la basilique Saint-Denis, puis à Cergy et Deuil-la-Barre. En même temps, il convient de tenir compte de l'évolution de l'architecture dans le diocèse de Beauvais tout proche, où la période romane tardive a laissé beaucoup d'églises remarquables, comme par exemple à Bury, Foulangues et Lavilletertre. Ces églises ont été plus soigneusement étudiées, et le rapprochement avec les doubleaux latéraux de la base du clocher du Bellay s'impose. En outre, la datation ne saura s'appuyer uniquement sur les chapiteaux. Dominique Vermand a établi que l'arc brisé fait son apparition dans la région après 1125, à Morienval, Rieux et Villers-Saint-Paul. C'est donc vers 1140 que la base du clocher devient la croisée du transept avec l'adjonction de deux croisillons. Bernard Duhamel dit que « peut-être les murs de la nef (simple grange plafonnée) datent-ils de cette époque ? ». Depuis sa restauration, on peut répondre par l'affirmatif, car des fenêtres en plein cintre bouchées subsistent de cette époque, entre la deuxième et la troisième fenêtres du premier niveau, au nord et au sud.

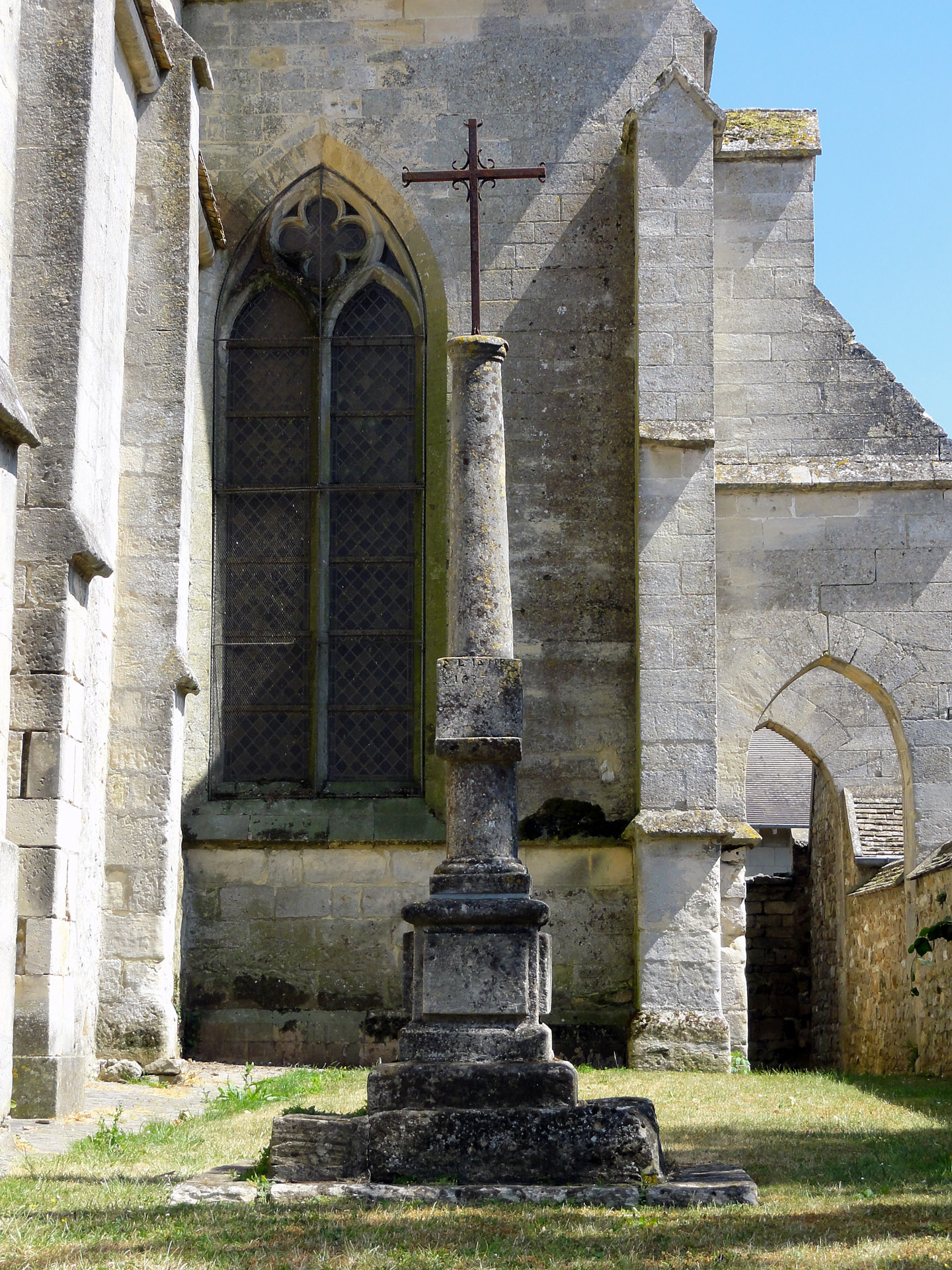
Ancienne croix de cimetière.

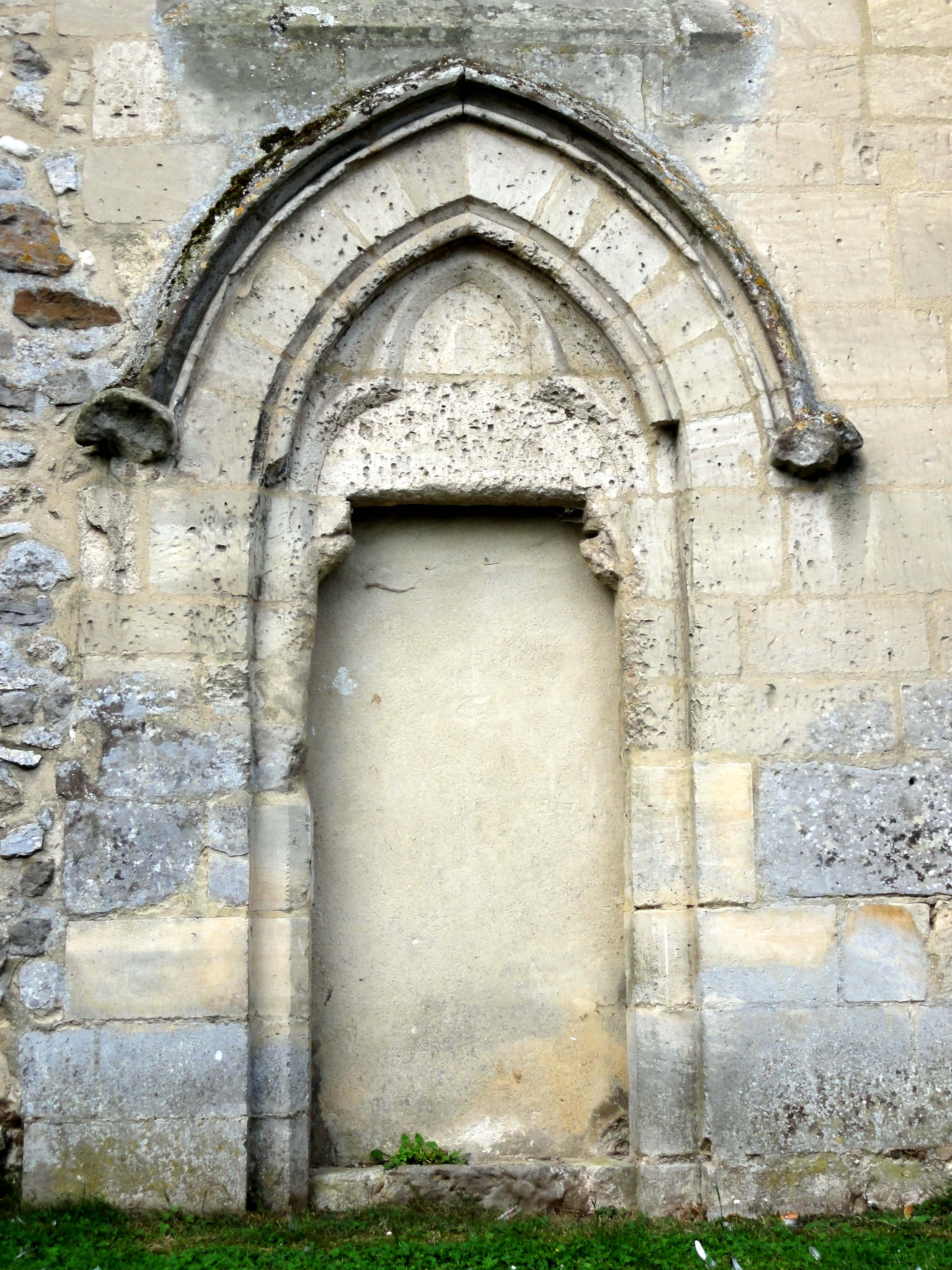
Portail latéral nord.

Par une sentence de l'official de Paris, rendue en 1286, Renaud du Bellay, clerc et écuyer, est forcé de rendre à l'abbaye Saint-Martin l'église et la dîme. Léon Plancouard met en rapport avec cette restitution la construction de la chapelle de la Vierge, qui se substitue au croisillon sud roman (aujourd'hui, elle ne contient aucune statue de la Vierge, mais une statue de sainte Marie-Madeleine). Elle est effectivement de style gothique rayonnant tardif, ce qui concorde tout à fait avec cette hypothèse. C'est vraisemblablement à l'occasion de la construction de la chapelle que la base du clocher est revoûtée dans le même style, et que des faisceaux de trois colonnettes à chapiteaux sont logés dans ses angles. Bien que ces chapiteaux et le profil des ogives soient analogues à ceux de la chapelle, Bernard Duhamel estime que la voûte soit contemporaine des étages du clocher. Quoi qu'il en soit, il ne reste plus de vestiges de la voûte primitive du clocher, qui était peut-être en berceau ou d'arêtes, comme à Arthies et Condécourt. Toujours d'après Léon Plancouard, le clocher actuel est élevé près d'un siècle plus tard, en 1376. Ici, l'auteur n'indique pas sa source, mais Bernard Duhamel reprend la même date,, alors que le style rendrait plausible une construction à la même époque que la chapelle de la Vierge, voire avant, puisque les chapiteaux à crochets et les frises de feuillages sont d'un style gothique très « classique », et les tailloirs sont carrés, et non octogonaux, comme dans la chapelle et dans la croisée du transept. D'autre part, le contexte politique de la guerre de Cent Ans ne semble pas propice à des constructions prodigieuses en milieu rural, et dans le Vexin, cette époque ne laisse guère que quelques travées isolées, et surtout des statues. Ainsi, Plancouard écrit quelques pages plus tard que le clocher date du début du XIVe siècle, ce qui est plus convaincant, bien qu'en contradiction avec sa première affirmation. En tout cas, le clocher n'est pas achevé comme prévu. Des trompes dans les angles de l'étage de beffroi témoignent du projet de la construction d'une flèche octogonale. On se contente finalement d'un toit en bâtière.
Les travaux à la période rayonnante ne se limitent pas au croisillon sud, à la voûte du clocher et au clocher lui-même : la nef est également pourvue de nouveaux portails à l'ouest et au nord. Le portail occidental est fortement mutilé et a perdu ses piédroits et son linteau, tandis que celui du nord, plus modeste, est bien conservé, mais bouché. La première fenêtre au sud et la deuxième fenêtre au nord de la nef pourraient remonter à la même époque, mais tout aussi bien être plus tardives. Ensuite l'église reste inchangée jusqu'au début du XVIe siècle, quand le croisillon nord est remplacé par un complexe gothique flamboyant de deux travées comprenant une chapelle latérale au nord du chœur, qui est utilisée comme sacristie depuis l'installation des boiseries du retable actuel (Léon Plancouard parle à tort de la chapelle méridionale). Le chœur lui-même est rebâti plus tard, vers le milieu du XVIe siècle, pratiquement sans style, mais porte l'empreinte de l'architecture de la Renaissance. Vers 1720, le plafond de la nef qui menace ruine et le chœur sont réparés pour la somme de 2 549 livres. En 1750, le curé fait percer deux passages berrichons reliant la nef aux croisillons. Ils entament les contreforts du clocher et compromettent sa solidité. Des travaux importants sont effectués en 1857 : la sacristie est réaménagée (avec une petite fenêtre basse à l'est), et les vitraux sont refaits. Pour 1867, Léon Plancouard évoque une balustrade, sans doute la clôture du chœur, qui n'existe plus,. Il ne mentionne pas l'exhaussement de la nef, qu'il décrit comme très basse : cette mesure ne date donc peut-être que du XXe siècle. — L'église est classée au titre des monuments historiques par arrêté du 31 mai 1965. Depuis 1966, la paroisse du Bellay est affiliée au diocèse de Pontoise, dont l'érection va de pair avec la refonte des départements d'Île-de-France et la création du département du Val-d'Oise. Le village n'a depuis longtemps plus de prêtre résident et la paroisse est desservie par le curé de Magny-en-Vexin ou son vicaire, dans le cadre du secteur pastoral du Vexin ouest. Les messes dominicales sont célébrées en l'église Sainte-Marie-Madeleine irrégulièrement, environ deux fois par an. Par ailleurs, depuis le mois d'août 2012, une communauté religieuse a élu domicile au Bellay. Il s'agit de la communauté Mère du Divin Amour, qui est composé de personnes mariées, de laïcs consacrés et de clercs.

## Description

### Aperçu général

Plan de l'église.

Orientée irrégulièrement vers le sud-est du côté du chevet, l'église se compose d'une nef non articulée de 6,50 m de largeur et de 15 m de longueur ; de la base du clocher ; d'une chapelle carrée à l'emplacement de l'ancien croisillon sud ; d'une chapelle de deux travées, dont la première occupe l'emplacement de l'ancien croisillon nord et dont la deuxième se situe au nord du chœur, avec lequel elle ne communique pas ; et d'un chœur carré au chevet plat. La charpente de la nef est partiellement apparente. Sa partie supérieure se situe au-dessus du plafond plat. Les autres parties de l'église sont voûtées d'ogives. Le premier étage du clocher en bâtière est seulement visible depuis la nef, mais non depuis l'extérieur. Une autre particularité sont les deux passages berrichons reliant directement la nef aux croisillons. La seconde travée de la chapelle septentrionale, au nord du chœur, est séparée de la première travée par les boiseries du retable, et accueille la sacristie. Le portail occidental constitue aujourd'hui l'unique accès à l'église. Le portail latéral nord de la nef est bouchée. Une petite porte existe encore au sud de la nef, près de la base du clocher.

### Intérieur

#### Nef

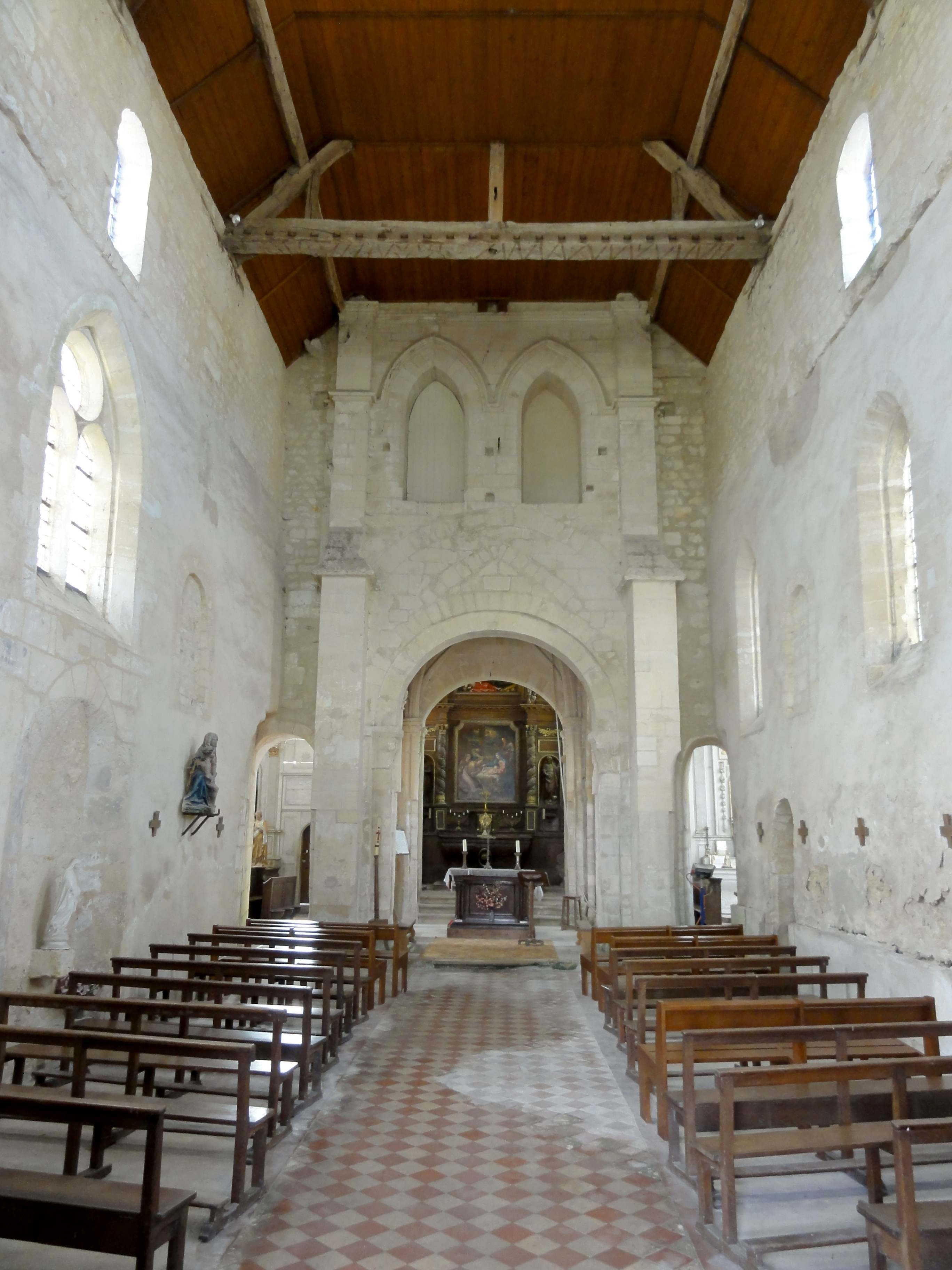
Nef, vue vers l'est.

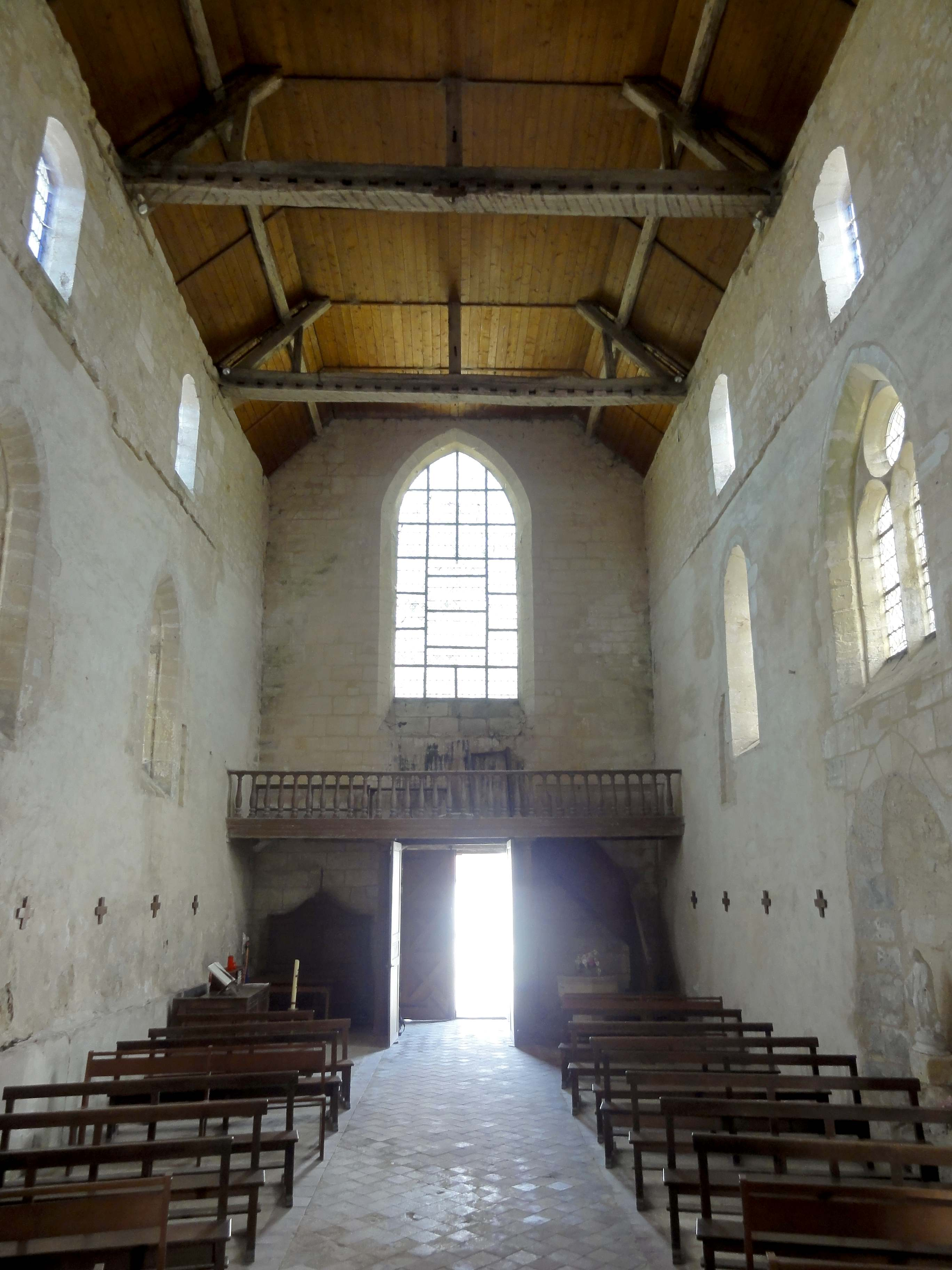
Nef, vue vers l'ouest.

La nef se présente comme une grande salle rectangulaire. Elle est sobre, mais bien éclairée grâce à neuf fenêtres latérales et une vaste baie occidentale. L'architecture ne reflète aucun style particulier, mais les nefs-granges non voûtées sont caractéristiques de l'époque romane, et les églises de Brignancourt, Gadancourt, Lierville, Marquemont, Omerville, Seraincourt et Wy-dit-Joli-Village en offrent quelques exemples dans les environs. Comme au Bellay-au-Vexin, elles ont souvent fait l'objet de remaniements. En l'occurrence, l'exhaussement des murs gouttereaux à une époque indéterminée (probablement au XXe siècle) constitue le remaniement le plus évident. Un bandeau faiblement saillant, qui n'est plus conservé dans son intégralité, permet de distinguer la limite des murs gouttereaux primitifs. D'autres modifications, également importantes, concernent les fenêtres. Les fenêtres primitives étaient en plein cintre, moitié moins grandes que les fenêtres actuelles et situées un peu plus bas. Les deux premières étaient situées presque au même endroit que les fenêtres actuelles. Les deux dernières se trouvaient derrière les derniers contreforts latéraux, qui ont tous été ajoutés après coup. Leurs traces sont parfaitement bien visibles depuis l'intérieur de la nef, mais inexistantes à l'extérieur. La première baie du sud et la seconde baie du nord sont les plus grandes parmi celles qui ont été percées dans les murs gouttereaux après coup. Leur remplage gothique très simple, composée de deux lancettes surmontées d'un oculus circulaire, et leur modénature chanfreinée indique la fin de la période rayonnante ou le début de la période flamboyante, soit globalement l'époque de la guerre de Cent Ans. La seconde et la troisième fenêtre du sud sont des lancettes simples, et pourraient être nettement plus anciennes. En revanche, la première fenêtre du nord est en plein cintre, et est susceptible d'être postérieure au milieu du XVIe siècle. Toutes ces fenêtres sont réparties d'une manière déséquilibrée. En se tenant au nombre de trois contreforts intermédiaires au nord et au sud, on peut définir quatre travées, et la première travée reste ainsi dépourvue de fenêtres, sans tenir compte de la vaste baie occidentale, et la quatrième travée ne prend le jour que du côté sud. C'est sans doute pour des questions d'équilibre que la partie haute des murs gouttereaux n'a été pourvue de fenêtres qu'au niveau de la seconde et de la troisième travée.
Lors de l'exhaussement de la nef, si l'opération est réellement aussi récente que le laisse supposer la description de Léon Plancouard, la charpente a été conservée, en la démontant, puis en la remontant. En effet, les entraits sont percés des orifices qui devaient recevoir les solives avant le remplacement du plafond plat par le plafond « trapézoïdal » actuel, vers 1720. Au début du XXe siècle, il était recouvert de plâtre. Les entraits sont décorés de lignes brisées assez irrégulières, tracées à la peinture noire. Il n'y a pas d'éléments sculptés ou moulurés, même pas dans les combles. L'exhaussement a rendu la nef plus haute qu'elle n'est large, et lui a conféré un caractère élancé. En même temps, les baies occidentales du premier étage du clocher ont ainsi été rendues visibles depuis la nef, comme à Choisy-au-Bac. Elles ont de ce fait été bouchées, ce qui n'est pas le cas des autres baies du même étage, qui permettent ainsi de passer depuis la tourelle d'escalier aux combles des croisillons et du chœur. Les baies sont en tiers-point et surmontées d'un bandeau mouluré, qui se poursuit au niveau des impostes et se continue sur les contreforts. Un autre bandeau, d'un profil différent, marque la limite entre le premier et le second étage. Il n'y a ni colonnettes, ni chapiteaux, et le style est clairement gothique. C'est aussi le cas des contreforts à larmier, qui font saillie dans la nef, sans aucune préoccupation esthétique. Seul l'arc triomphal, en plein cintre, paraît roman. Comme particularité, il est surmonté de deux arcs de décharge, dont le premier est en arc en mitre et le deuxième en plein cintre. Reste à revenir sur les passages berrichons, qui, en l'occurrence, représentent des aménagements tardifs, mais sont occasionnellement adoptés dans la région, quand il s'agit de raccorder une nef non voûtée, plus large que la base du clocher, aux croisillons ou chapelles latérales. Les églises de Catenoy (autrefois), Marquemont, Nogent-sur-Oise, Saint-Martin-des-Champs et Villers-sous-Saint-Leu en offrent des exemples.

#### Base du clocher

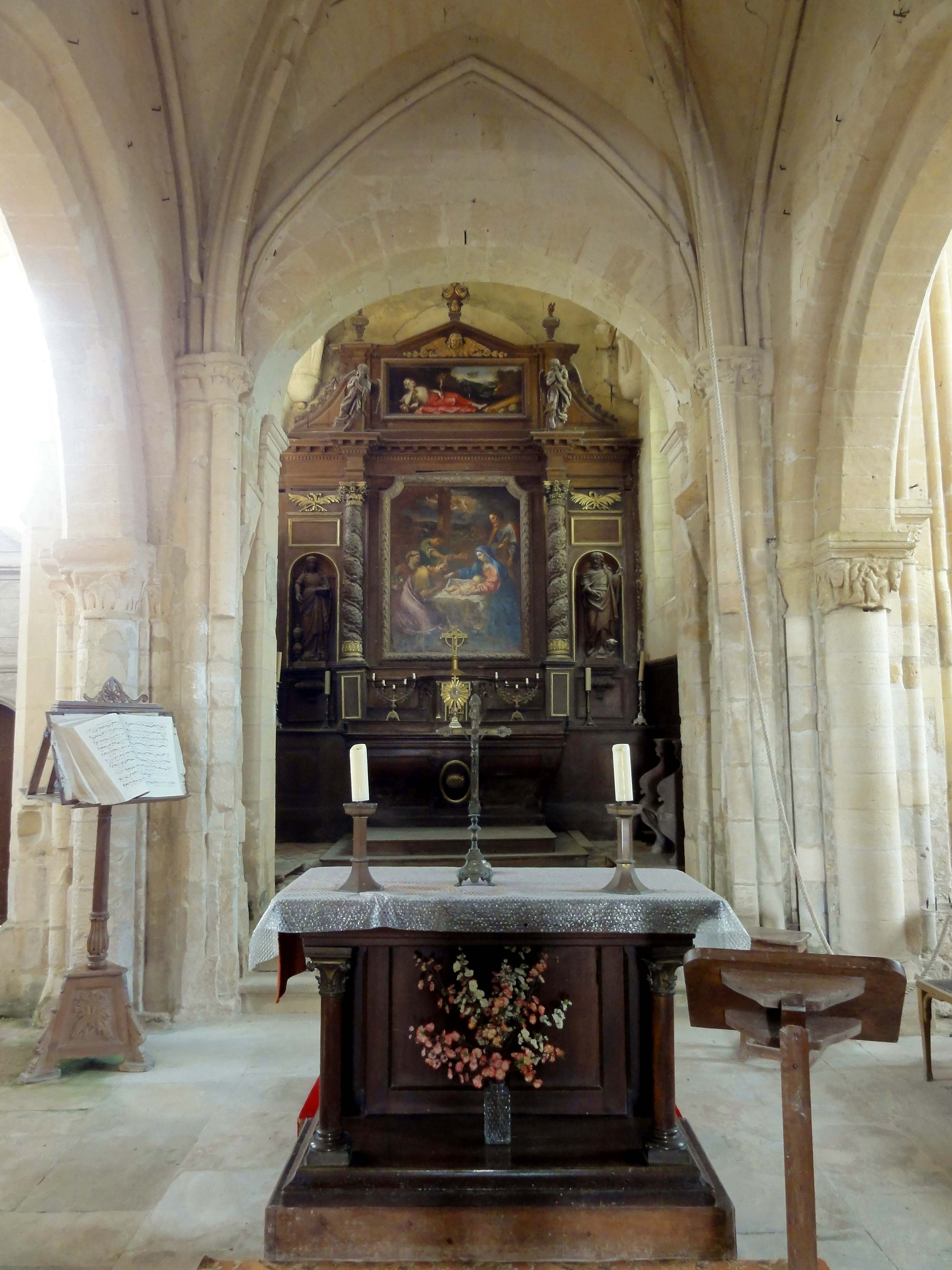
Base du clocher, vue vers l'est dans le chœur.

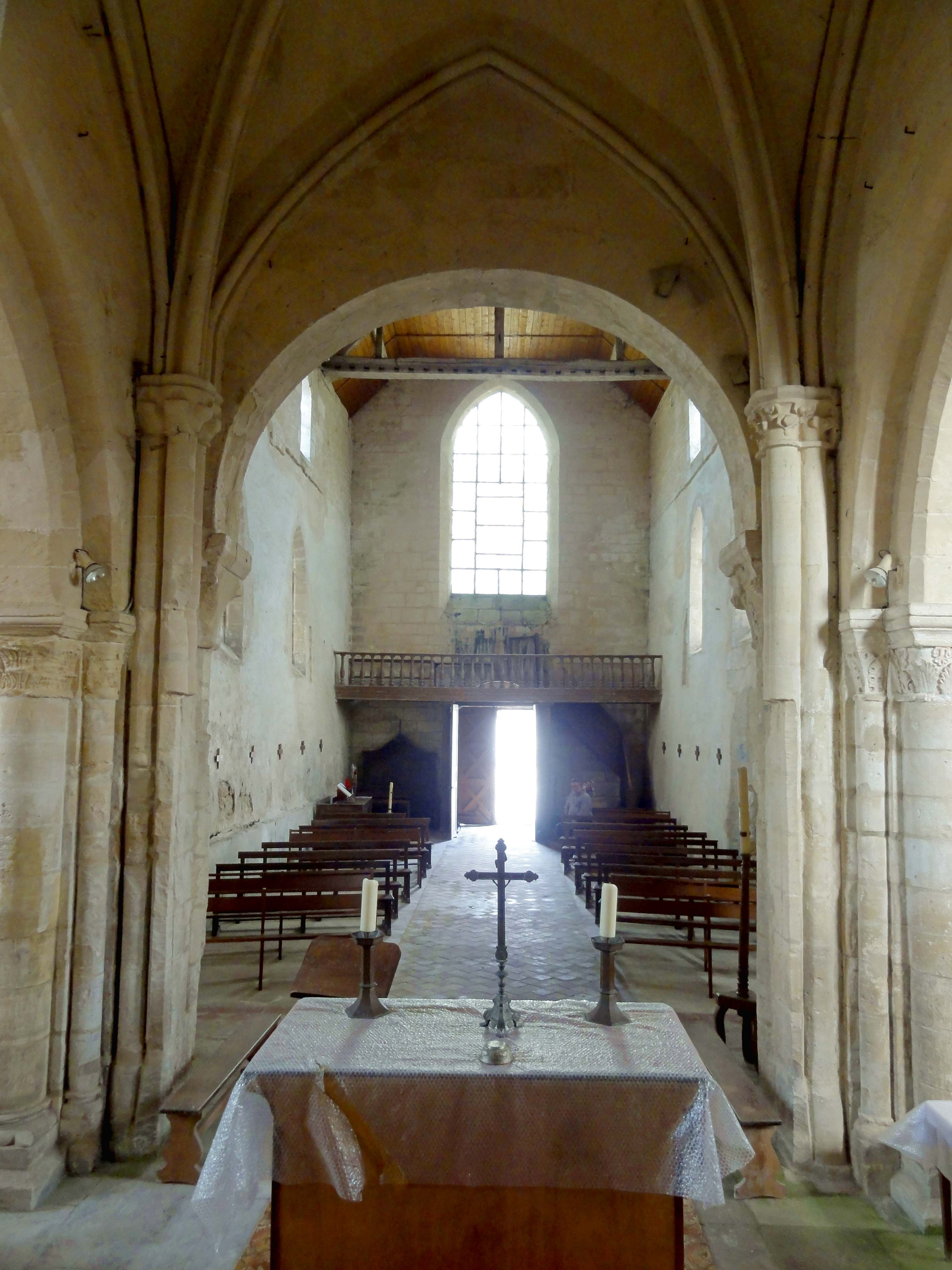
Base du clocher, vue vers l'ouest.

La base du clocher tenant lieu de carré du transept représente la partie la plus intéressante de l'église, en raison des chapiteaux provenant de trois campagnes de construction différentes qu'elle contient, et en raison de la cohabitation assez étonnante d'éléments romans et d'éléments de style rayonnant tardif. La travée communique avec les croisillons par des arcades en tiers-point, et avec le chœur et la nef par des arcades en plein cintre. Contrairement à ce qu'avancent les auteurs, les arcades ne sont pas toutes à double rouleau. C'est seulement le cas de l'arcade occidentale, côté nef, et des arcades en tiers-point, vers l'intérieur de la croisée du transept. Les arcades en plein cintre retombent sur les tailloirs d'une seule colonnette à chapiteau de chaque côté. Les tailloirs ne sont pas moulurés, et se composent simplement d'une plate-bande et d'un biseau. Les corbeilles des chapiteaux sont sculptés très simplement de feuilles plates, à volutes d'angle ou non. Les chapiteaux côté nef se sont fendus et ont été raccommodés au ciment. Les chapiteaux côté chœur ont été amputés de leur face orientale, car lors de la construction du chœur actuel, une deuxième arcade a été plaquée contre l'arcade romane. Les arcades en tiers-point retombent sur les tailloirs de faisceaux de trois colonnettes à chapiteaux, dont les fûts de celles correspondant au rouleau inférieur sont de plus fort diamètre. Les tailloirs sont moulurés d'un méplat, d'un boudin dégagé et d'un cavet. Les chapiteaux sont un beau témoignage de l'art roman à son apogée.
La plupart de ces chapiteaux sont sculptés de palmettes de feuilles d'acanthe, parfois combinées à des feuilles polylobées, ou de feuilles striées. Sur l'un des gros chapiteaux, les feuilles sont disposées en deux rangs, et sur un autre, de petites feuilles sont suspendues à l'envers à la bordure supérieure de la corbeille. Sur un petit chapiteau, des feuilles simples à volutes d'angle sont disposées en arrière-plan, et sur un autre petit chapiteau, la partie supérieure de la corbeille est ornée d'arcatures plaquées. Tous ces chapiteaux sont d'une qualité remarquable et sculptés avec beaucoup de vigueur. Trois sortent du schéma. Dans l'angle nord-est du croisillon sud, le petit chapiteau représente une tête de monstre crachant des rinceaux, et deux sont figurés. Le plus remarquable est celui à l'est de l'arcade vers le croisillon sud. Sur les deux angles, se profilent les bustes d'une femme couronnée, aux longues nattes, et d'un homme barbu. Par sa main droite, il étrangle un oiseau, tandis qu'un oiseau plus petit est assis sur son épaule. D'autres oiseaux remplissent toute la surface de la corbeille. Enfin, le petit chapiteau dans l'angle nord-ouest du croisillon sud représente le buste d'un homme, apparemment couronné, et levant les mains. Ce chapiteau, moins bien conservé que les autres, avait été peint en rouge. Selon Léon Plancouard, les colonnettes des deux arcades en tiers-point auraient perdu leurs bases. Les bases à griffes que l'on voit actuellement seraient donc issues d'une restauration, ce qui paraît seulement évident pour les bases des gros fûts. Pour venir aux faisceaux de trois fines colonnettes de la fin du XIIIe siècle, ils supportent les ogives et formerets de la même époque, et se caractérisent par des corbeilles fusionnées, aux tailloirs octogonaux. La sculpture fait appel à deux rangs de feuillages maigres, bien fouillés, mais aux détails peu travaillés, comme généralement à l'époque. Les ogives sont au profil d'un boudin, relié à deux baguettes par des cavets, et les formerets sont toriques. La clé de voûte prend la forme d'un disque, et arbore deux feuilles de figuier (selon Léon Plancouard) sculptés en bas-relief,.

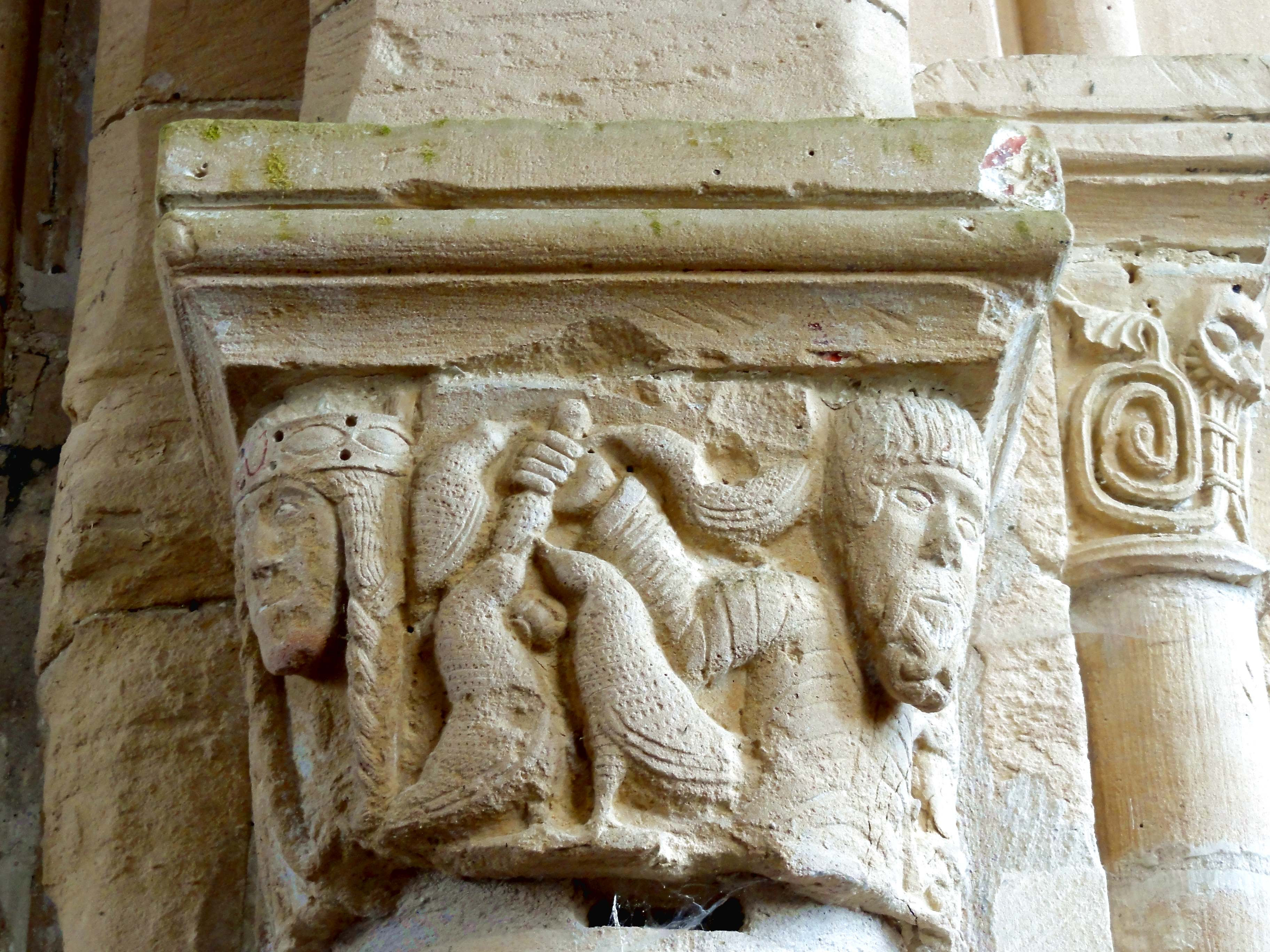
Chapiteau figuré des années 1130-40.
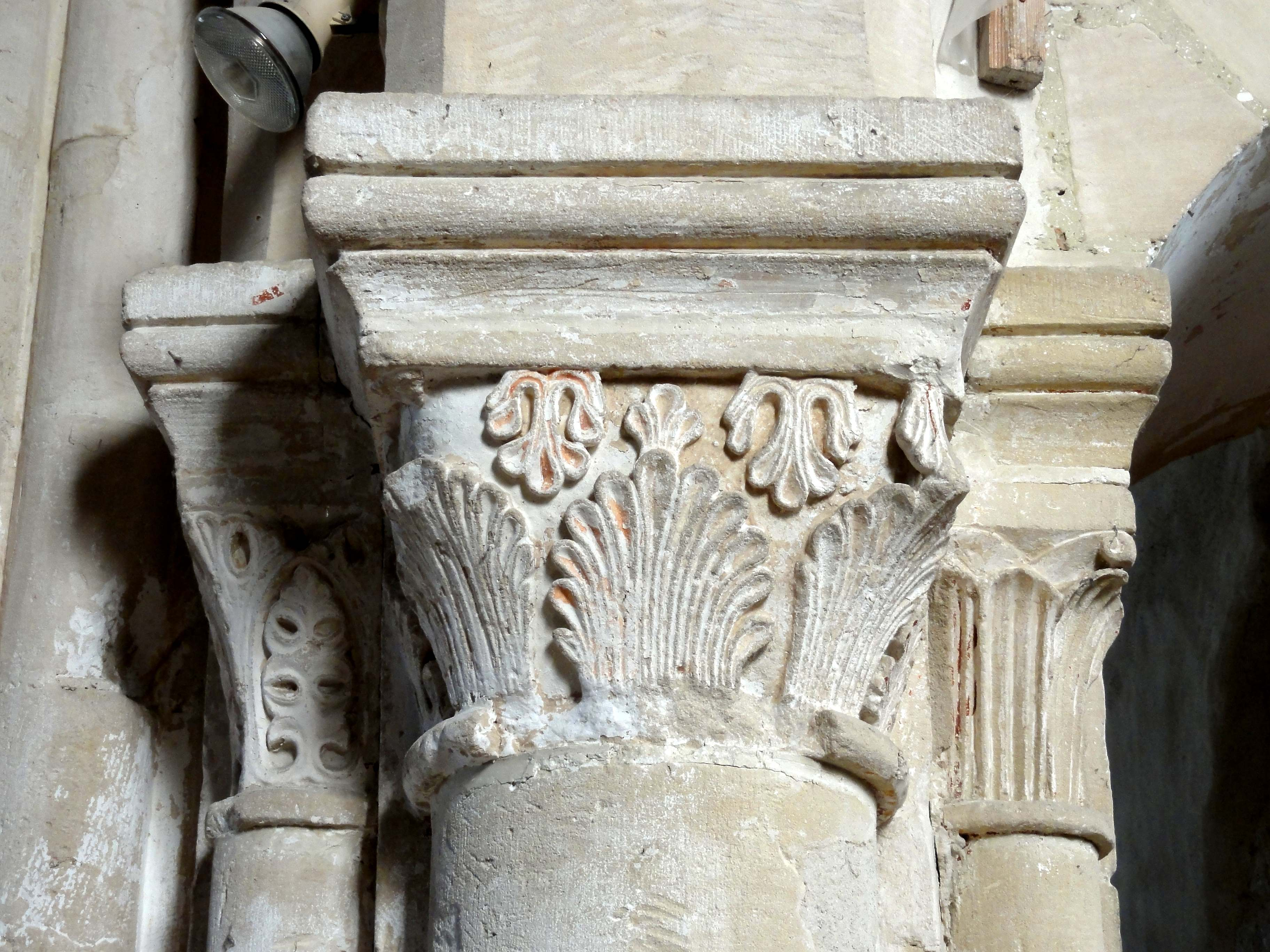
Chapiteaux de feuillages des années 1130-40.
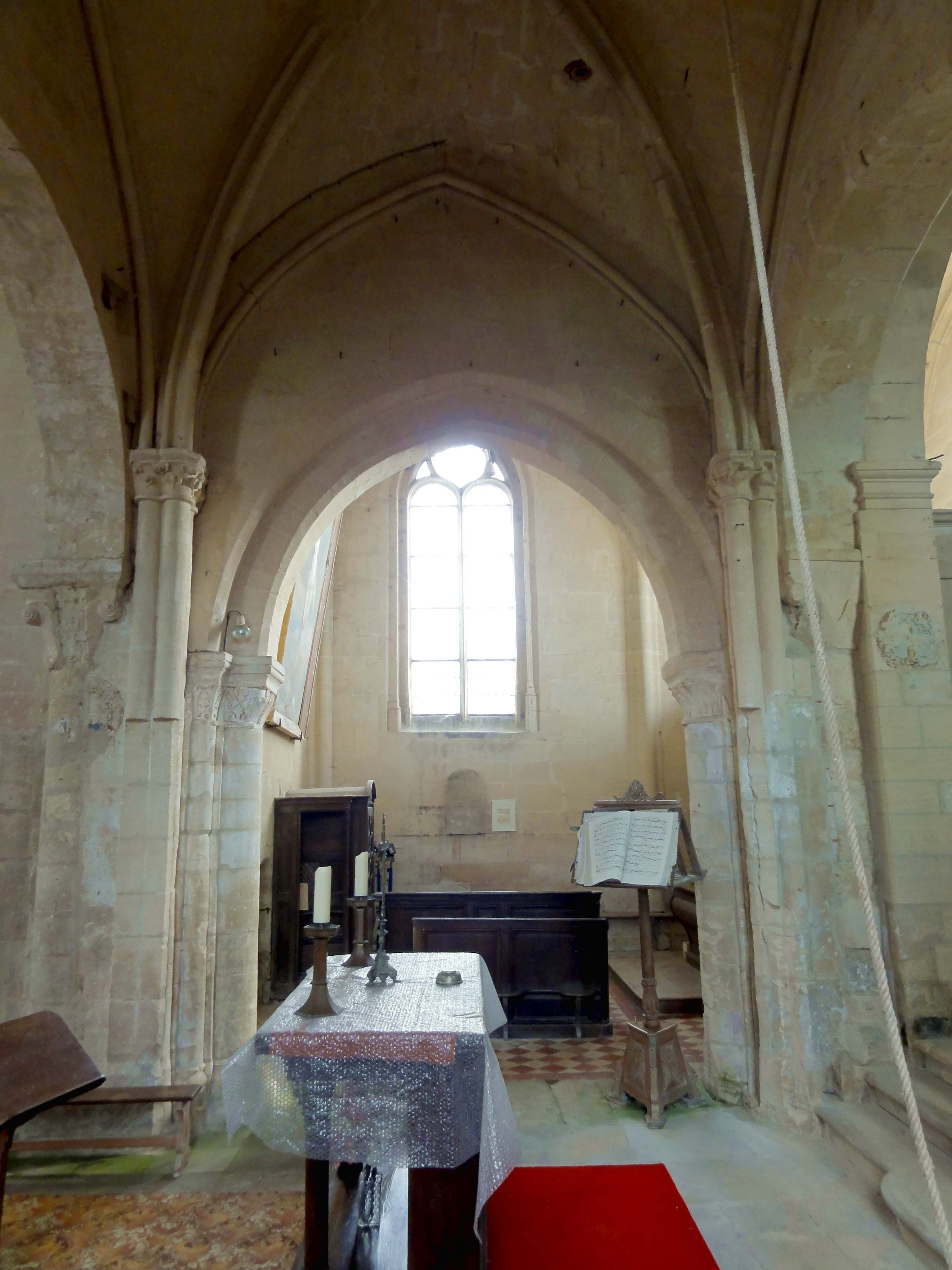
Base du clocher, vue vers le nord.
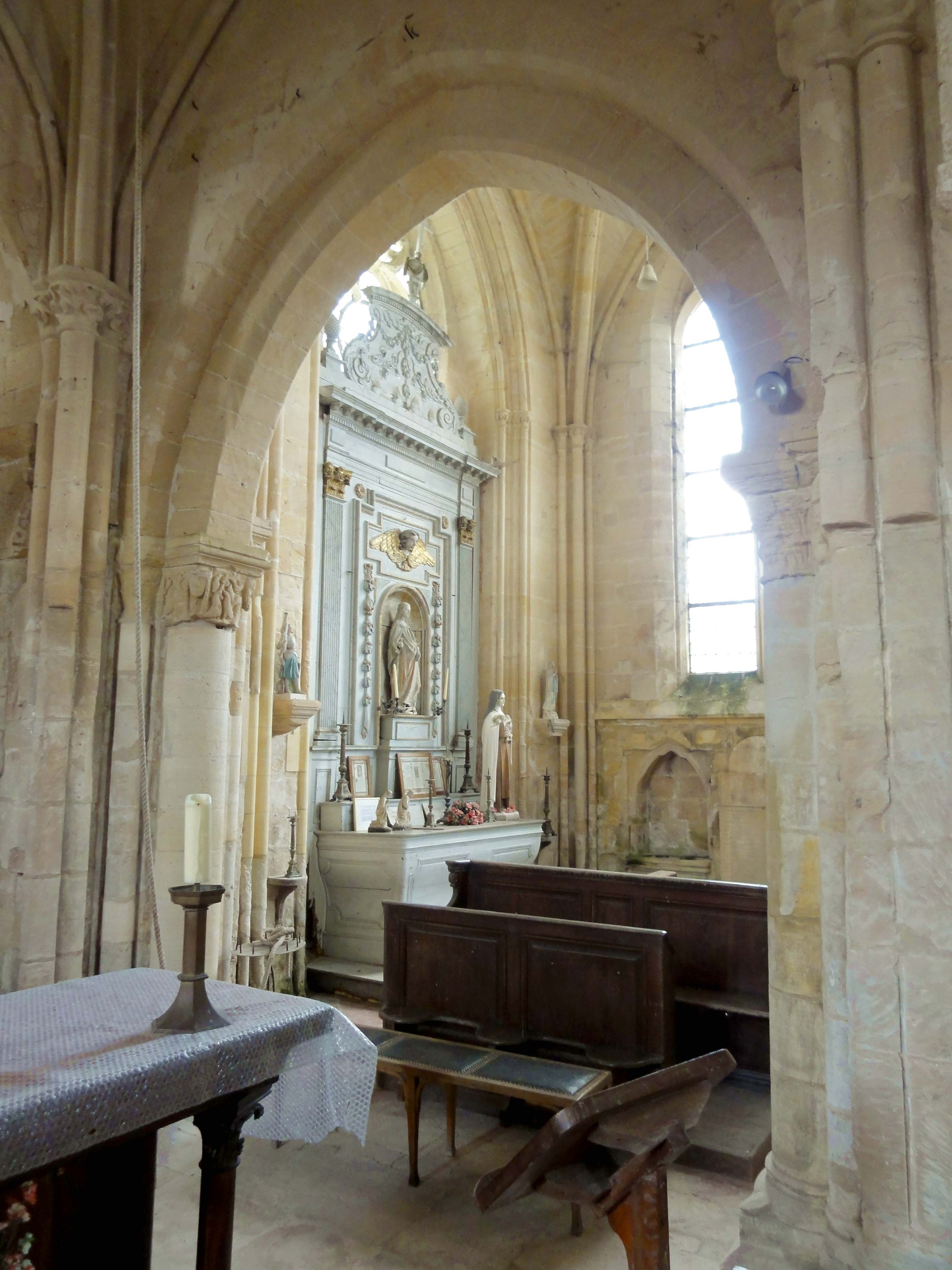
Vue vers le sud-est dans la chapelle de la Vierge.
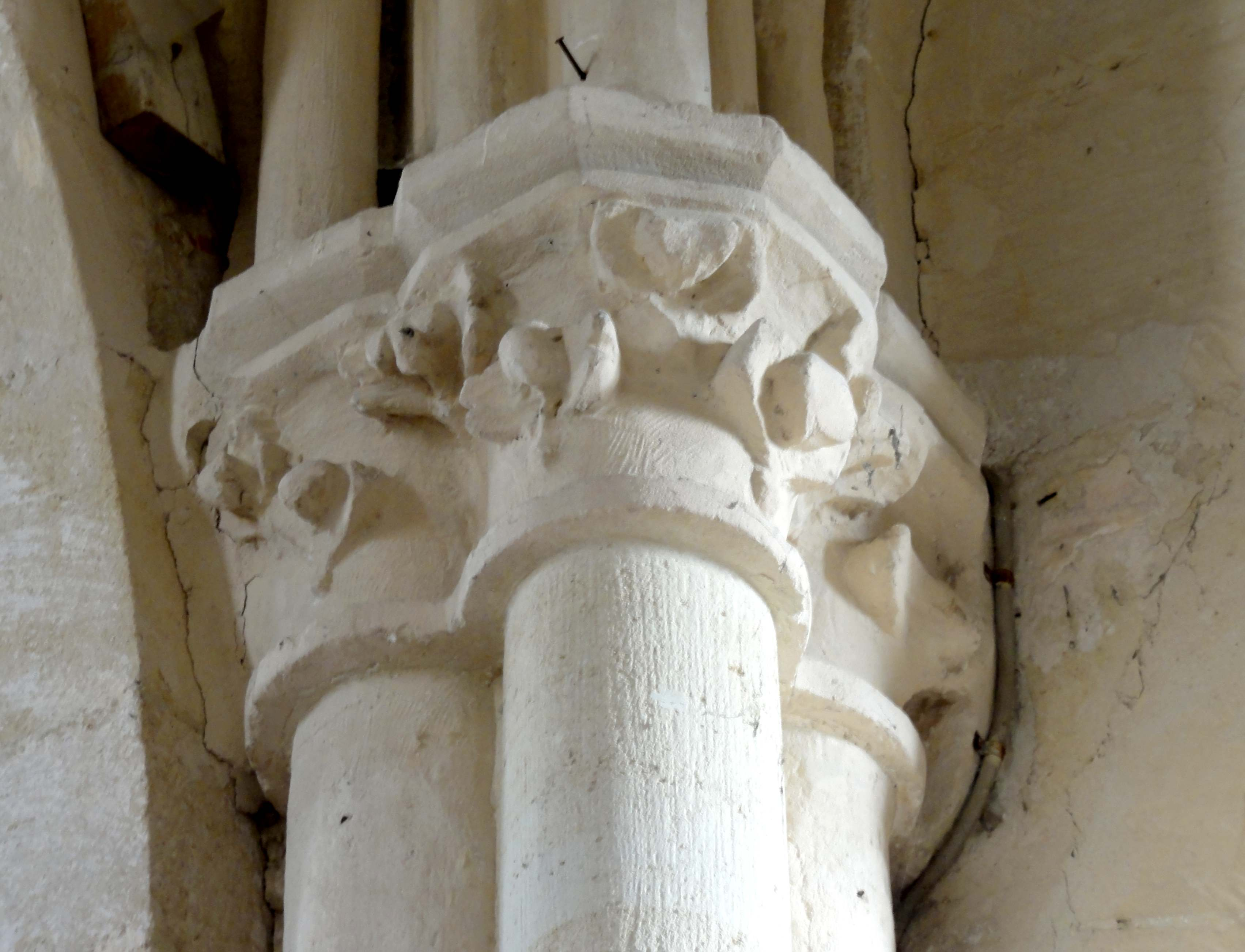
Chapiteaux de la voûte de la fin du XIIIe siècle.
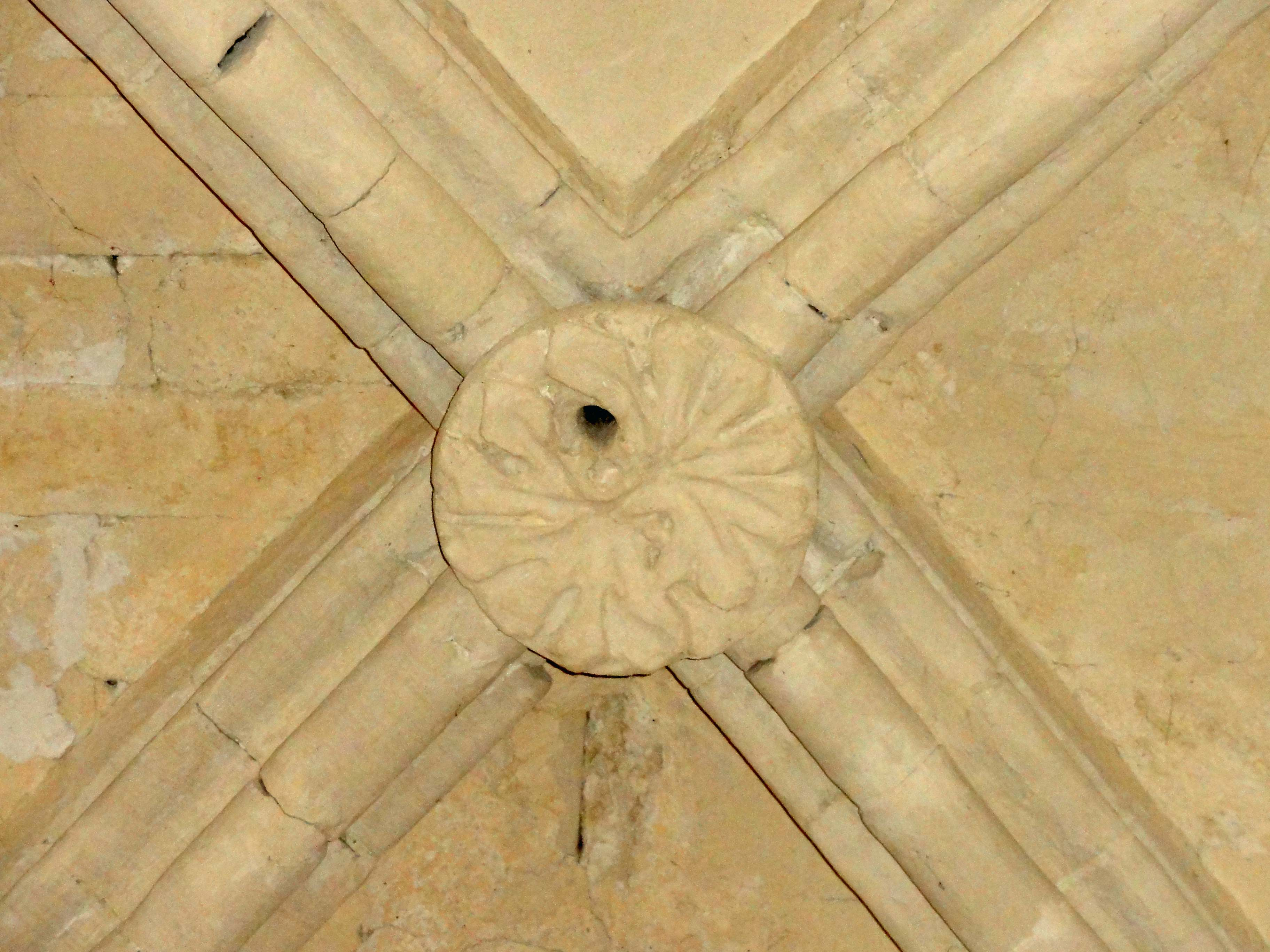
Base du clocher, clé de voûte.

#### Croisillons et chœur

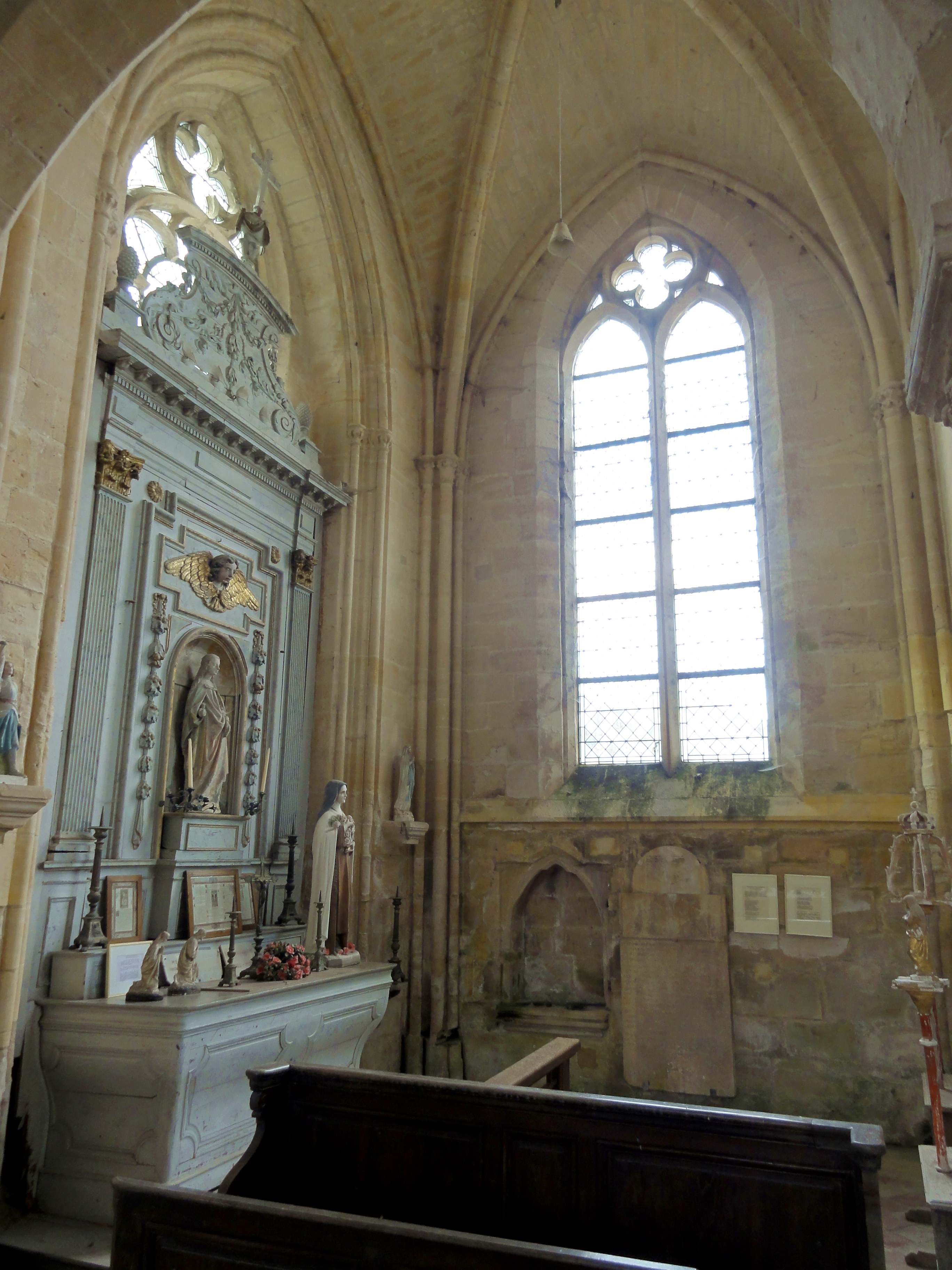
Ancienne chapelle de la Vierge (croisillon sud).

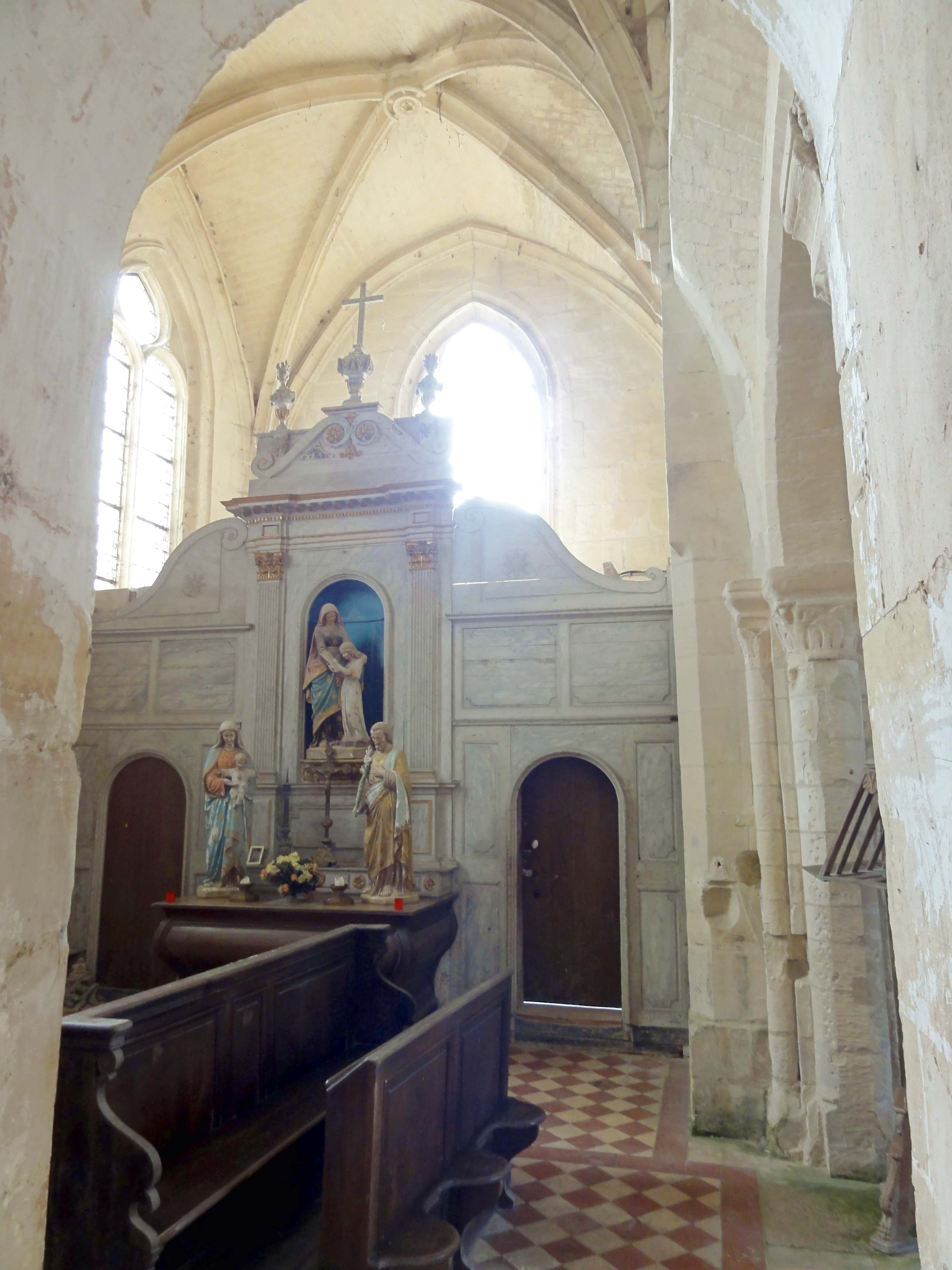
Chapelle nord, vue vers l'est.

Parmi les trois travées qui communiquent avec la base du clocher au nord, à l'est et au sud, la plus ancienne est la chapelle de la Vierge, qui remplace le croisillon sud des années 1130-40. La chapelle, où sont honorées sainte Marie-Madeleine et sainte Thérèse de Lisieux, représentées par des statues, est de style rayonnant tardif, comme la voûte de la base du clocher, et date de la même époque, soit la fin du XIIIe siècle. Mais contrairement à la base du clocher, où la place faisait défaut, des intervalles restent libres entre les fûts de colonnette, et les corbeilles des chapiteaux ne fusionnent pas. Dans l'angle sud-ouest, les corbeilles sont sculptées de deux rangs de feuillages. Ailleurs, elles présentent un seul rang de maigres crochets. Les profils des nervures sont les mêmes, et la clé de voûte est également de la même facture. Les fines colonnettes à côté de l'arcade vers la base du clocher reçoivent maintenant une archivolte torique, dont le tracé est plus aigu que celui du rang de claveaux inférieur : il doit donc s'agir d'un rajout du moment de la construction de la chapelle. C'est à tort que les auteurs ont négligé l'étude des croisillons. La fenêtre orientale est précédée d'une niche d'autel de très faible profondeur, qui est de la même forme que la fenêtre. La niche est encadrée de deux paires de fines colonnettes à chapiteaux, qui supportent une double archivolte torique. La fenêtre elle-même n'est pas décorée et est munie d'un remplage composé d'un grand hexalobe, surmonté d'un quadrilobe, tous les écoinçons étant ajourés. Les meneaux se caractérisent par une modénature chanfreinée, sans chapiteaux, ni bases. La fenêtre est de faible hauteur, puisque la niche est en grande partie occupée par le retable, et il paraît que l'installation aurait été prévue d'emblée, ce qui est rare pour les constructions antérieures à la Renaissance. Quant à la fenêtre méridionale, elle n'est pas décorée non plus et présente un remplage de deux lancettes, surmontées du même quadrilobe que l'on voit à l'est.
La chapelle de deux travées au nord de la base du clocher et de l'abside daterait du début du XVIe siècle, et est également d'une construction soignée. Les moulures qui entourent les trois fenêtres, la finesse des meneaux et leurs bases polygonales le souligne. Le remplage adopte un dessin très épuré, qui parle plutôt en faveur de la période flamboyante tardive, soit le second quart du XVIe siècle, de même que la forme en plein cintre des deux lancettes. Elles sont seulement surmontées d'un soufflet simplifié, sans redents, qui est flanqué de deux écoinçons ajourés. Les ogives, les formerets et l'arc-doubleau séparant les deux travées affectent un profil prismatique aigu et se fondent directement dans de petits piliers ondulés engagés dans les murs (sauf au sud). Ces dispositions sont emblématiques du style flamboyant, mais dans les petites églises rurales, les maîtres d'œuvre ont souvent opté pour des fûts cylindriques dans les angles, plus faciles à réaliser, et renoncé aux formerets. Dans l'angle sud-ouest, le pilier ondulé a été remplacé par un simple culot lors du percement du passage vers la nef. Au sud, des vestiges du croisillon des années 1130-40 subsistent : il s'agit d'une sorte de contrefort qui reste du mur oriental, ce qui a obligé le maître d'œuvre de faire retomber la voûte sur un culs-de-lampe, et du départ de la voûte, qui est pris dans l'épaisseur du mur septentrional du clocher. L'on peut supposer que les fines colonnettes à côté de l'arcade vers la base du clocher recevaient initialement les ogives de cette voûte. Il devait en être de même dans la chapelle de la Vierge. — Les deux clés de voûte sont presque identiques. Un disque arborant une rosace de feuillages assez plate, à deux rangs de pétales, est entourée d'une corde. L'intervalle entre le disque et la corde est ajouré. Quant au chœur, il n'appelle que peu de remarques. Un mur le sépare de la chapelle, ce qui est assez rare pour le signaler. Les deux fenêtres ressemblent assez à celles de la chapelle, mais l'arc extérieur est en plein cintre, le soufflet simplifié au sommet est plus petit, et le remplage adopte ainsi le modèle le plus répandu au milieu du XVIe siècle. La baie du chevet est bouchée. Les moulures qui entourent les fenêtres sont plus simples que dans la chapelle. Les ogives et formerets adoptent un profil émoussé, et sont reçus sur des culs-de-lampe non sculptés. De même, la clé de voûte est uniquement moulurée et porte au centre une boule.

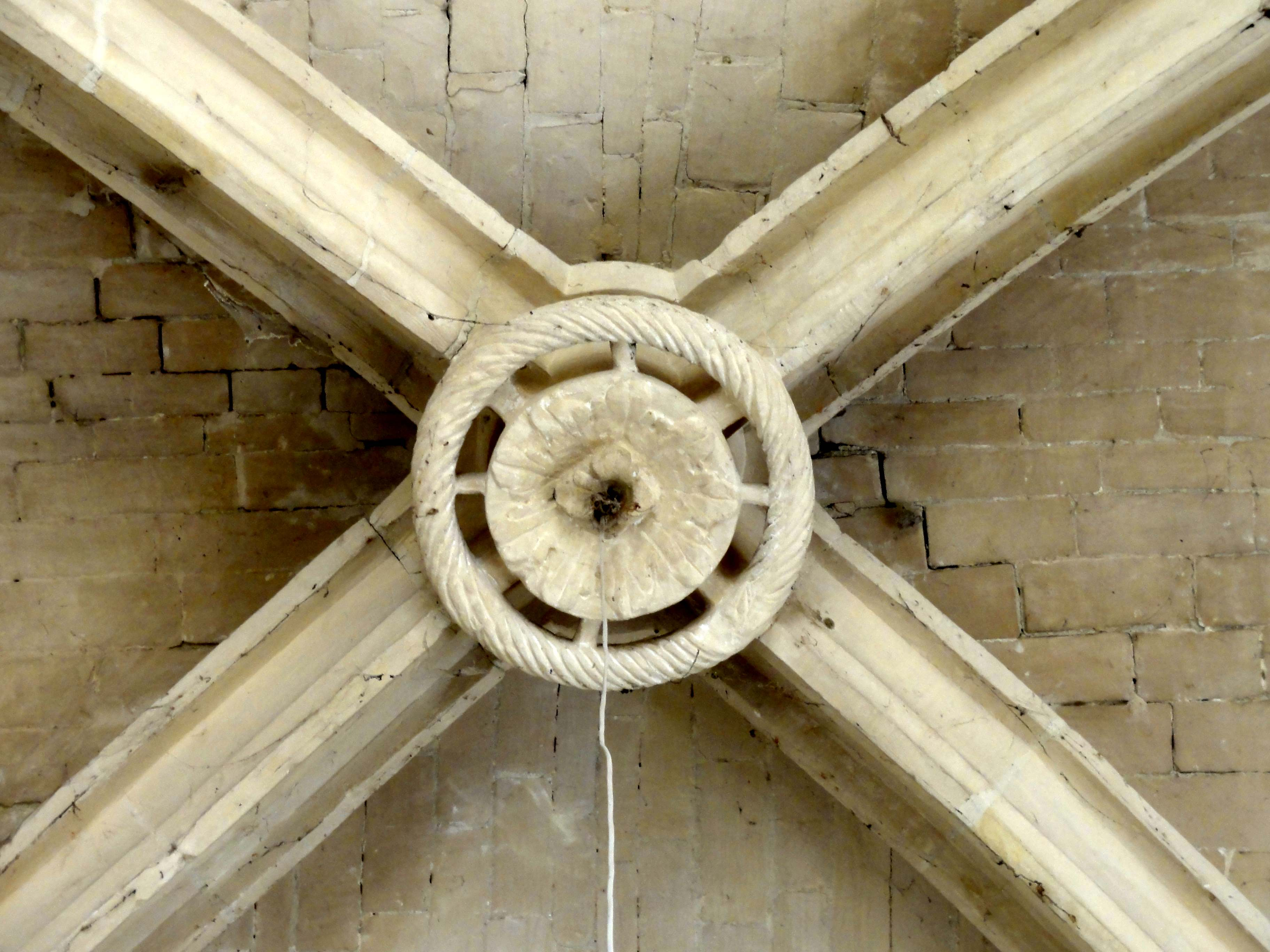
Chapelle nord, clé de voûte.
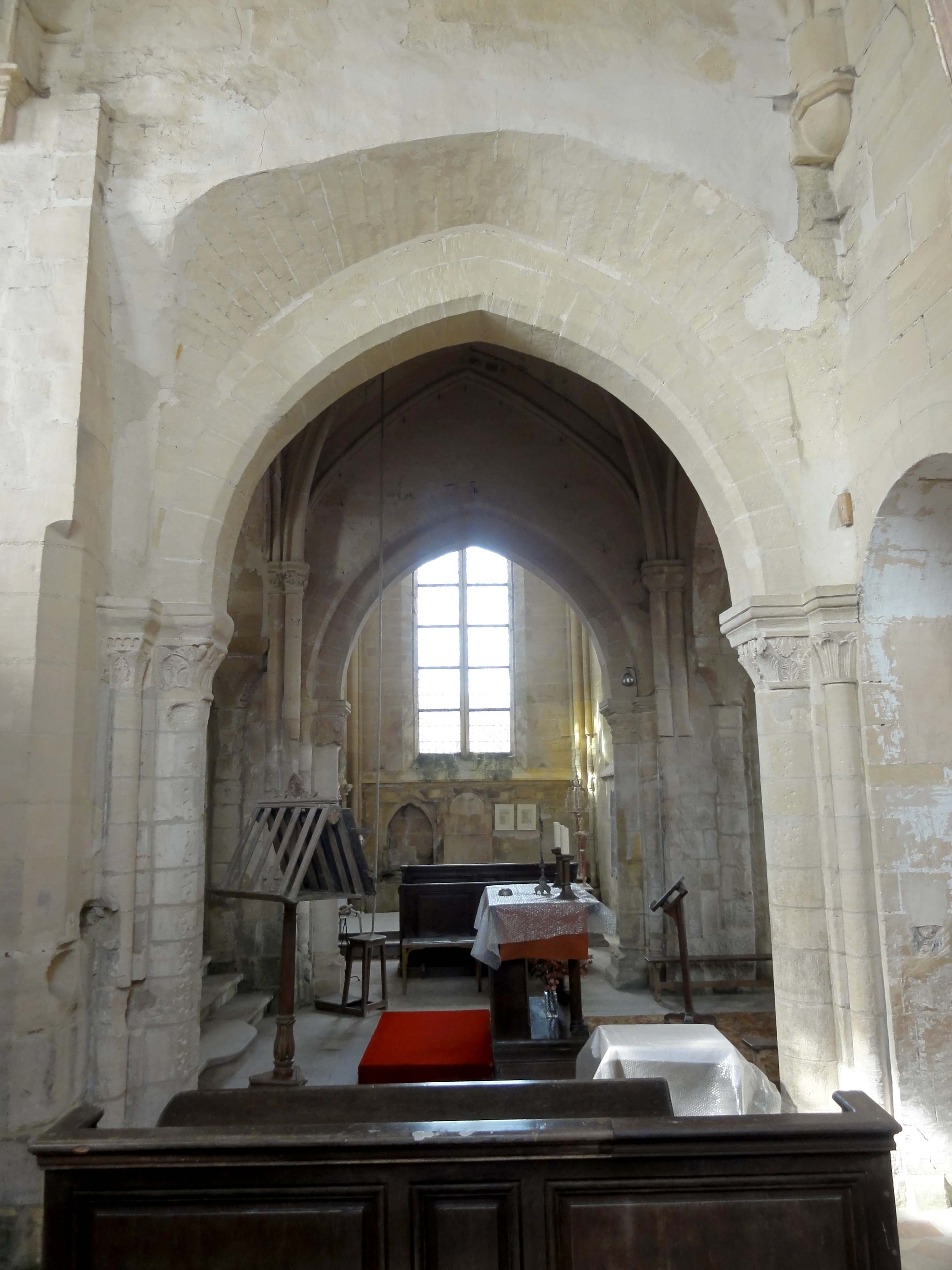
Croisillon nord, vue vers le sud.
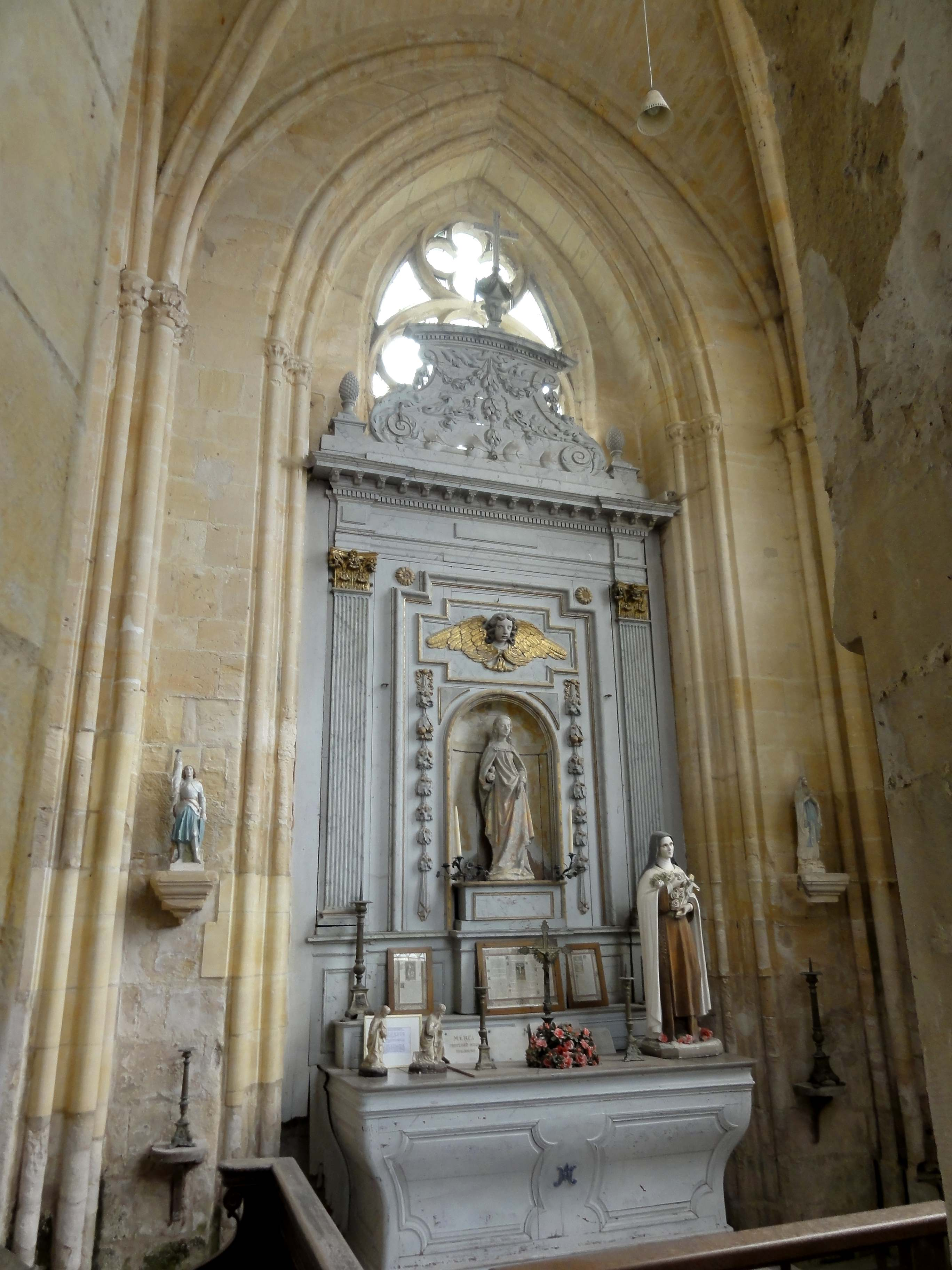
Croisillon sud, chevet.
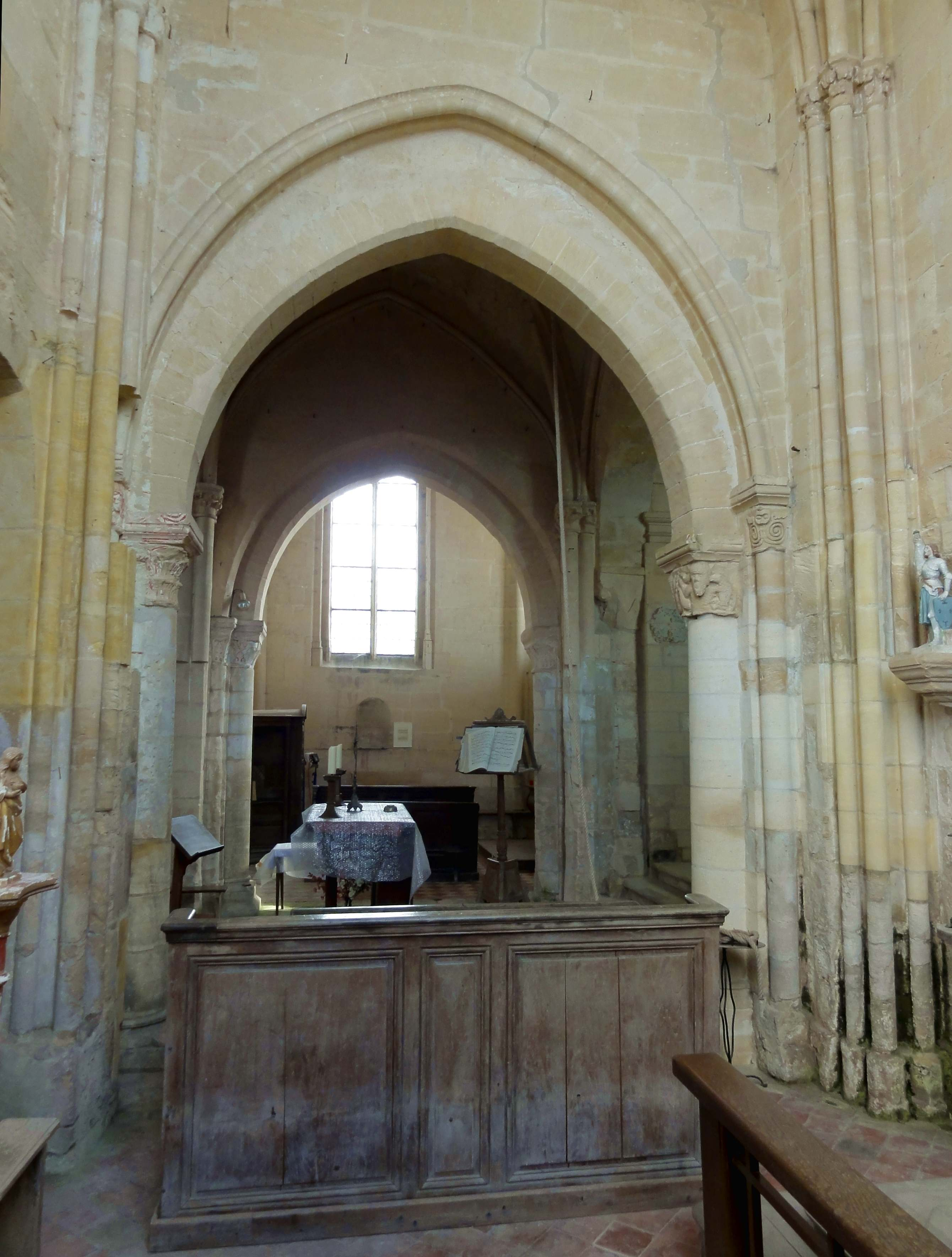
Croisillon sud, vue vers le nord.
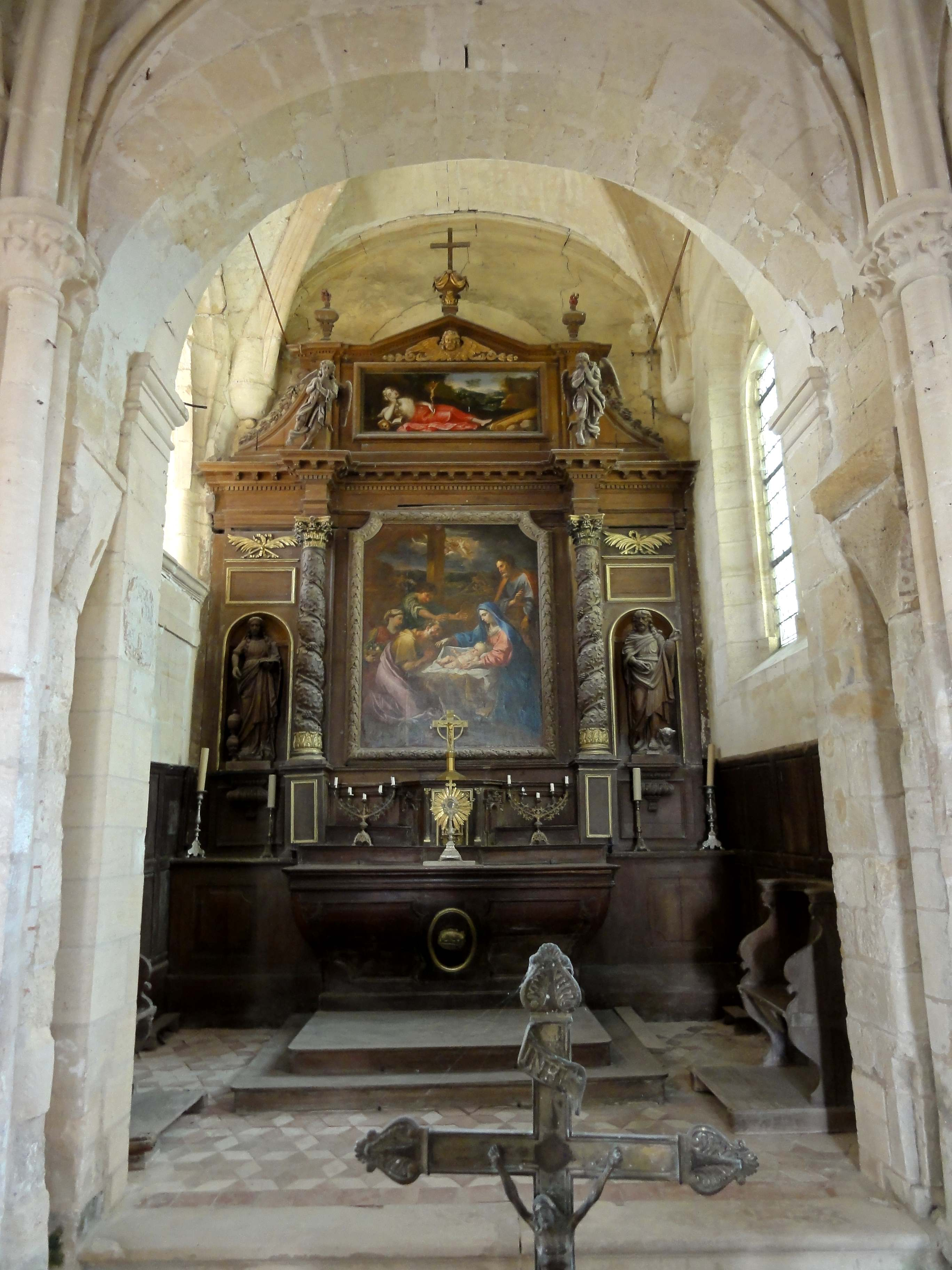
Base du clocher, vue dans le chœur.
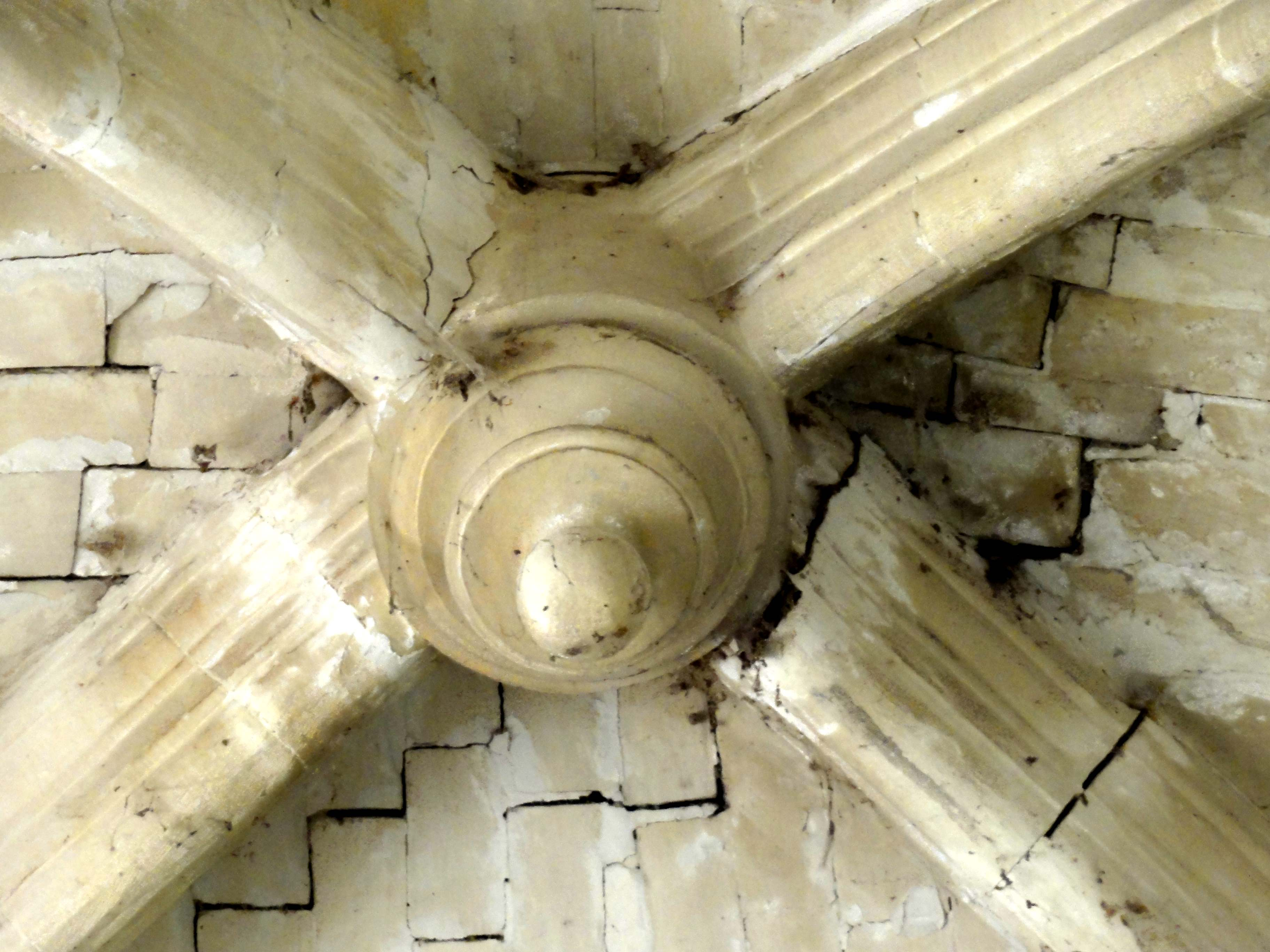
Chœur, clé de voûte.

### Extérieur

#### Clocher

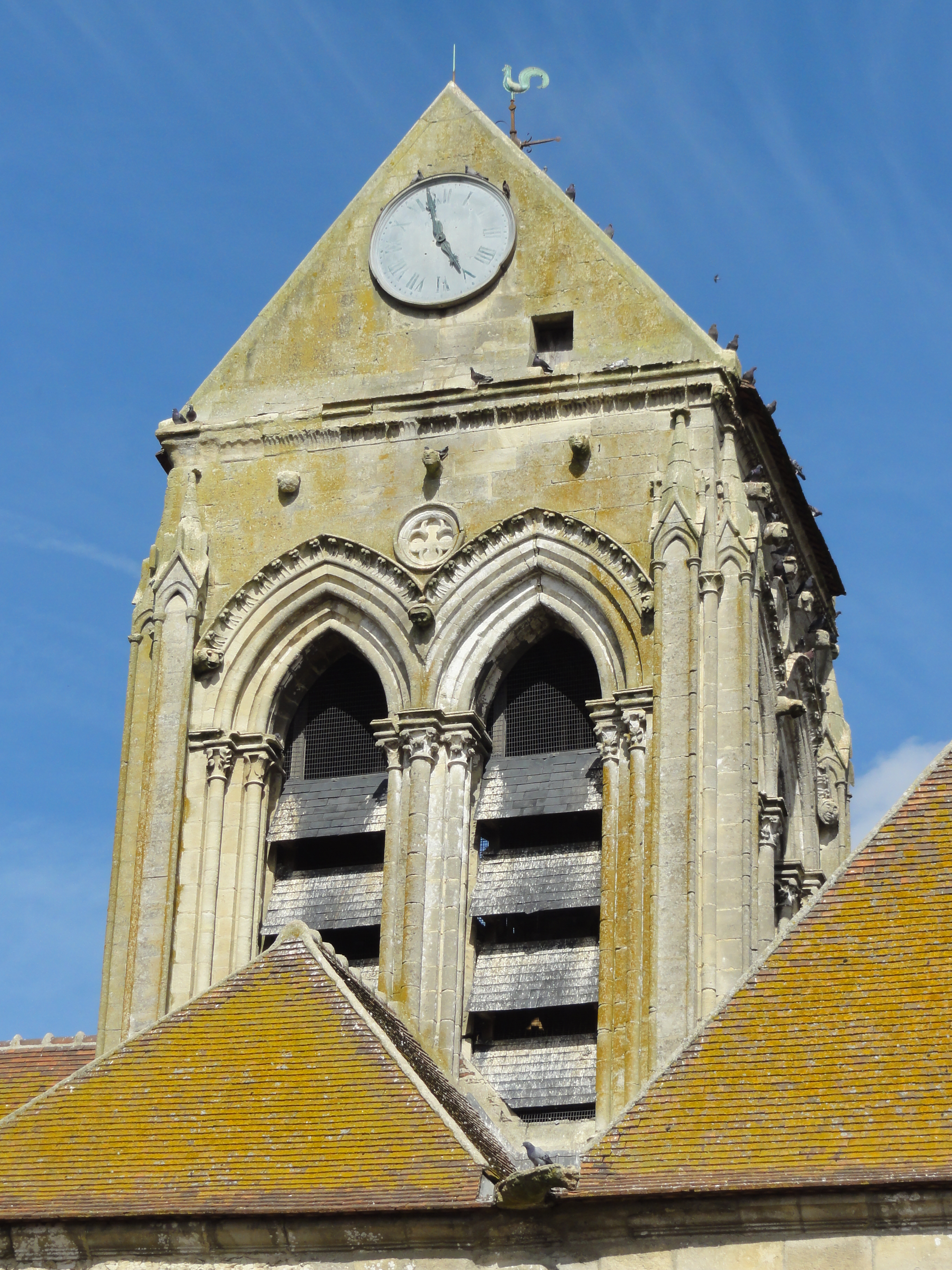
Clocher, côté est.

Du clocher, n'émerge des toitures que le second étage, qui est l'étage de beffroi. Il s'inscrit dans la tradition des clochers gothiques du Vexin, dont le représentant le plus emblématique est Auvers-sur-Oise, et résume en quelque sorte l'aboutissement de cette série. Le clocher qui lui ressemble le plus est celui de l'église de Vétheuil. Chaque face est ajourée de deux hautes baies abat-son en tiers-point. Elles sont surmontées d'une double archivolte torique, qui retombe sur les tailloirs carrés de fines colonnettes à chapiteaux. Devant le trumeau, les archivoltes supérieures des deux baies géminées se partagent une même colonnette, ce qui donne un total de sept colonnettes pour les deux baies. Toutes les colonnettes sont seulement appareillées ; des colonnettes en délit auraient rajouté une note de raffinement. Les chapiteaux sont sculptés de différentes variantes de crochets végétaux et de feuillages. Chaque baie est en outre surmontée d'une frise de crochets, qui retombe, avec la frise de la baie voisine, sur un total de trois têtes de monstre saillantes. Ces têtes saillantes sont l'une des particularités du clocher du Bellay, et quelques autres se profilent un peu plus haut, sur chacune des faces du clocher (trois à l'ouest et à l'est, cinq au nord et au sud). Dans certains cas, il s'agit de têtes humaines. Le clocher de Jouy-le-Comte possède également des têtes sculptées de la même facture, à raison de cinq par face. Le décor est complété par un quadrilobe au-dessus du trumeau de chaque paire de baies. L'étage se termine par une corniche, qui se compose d'éléments déjà utilisés pour la décoration des baies, à savoir un rang de crochets et une tablette au même profil que les tailloirs des chapiteaux. Les angles du clocher sont également décorés. Chaque angle comporte une colonnette à chapiteau, plus haute que celles des baies, et les contreforts faiblement saillants sont garnis de boudins aux angles, avec de petits chapiteaux en haut, et s'amortissent par des pinacles. Le toit en bâtière présente des pignons à l'est et à l'ouest. Apparemment, le projet initial portait sur une flèche octogonale, comme le donnent à penser les trompes visibles à l'intérieur. L'on accède au clocher par une tourelle abritant un escalier en colimaçon, qui se situe à l'ouest du croisillon nord, et monte jusqu'au premier étage. Le beffroi en charpente a été refait à neuf au début du XXIe siècle. L'ancien beffroi était conçu pour quatre cloches,.

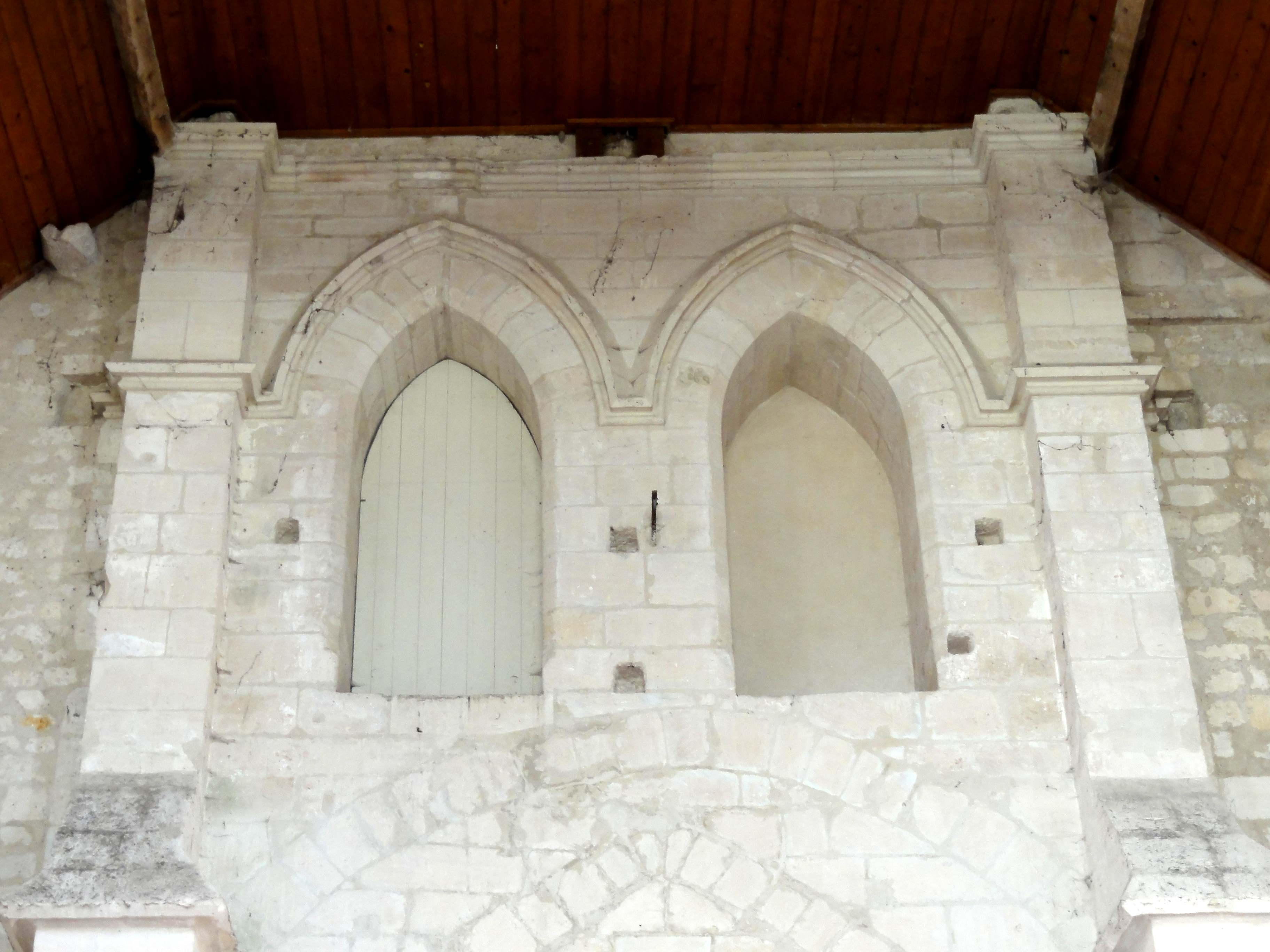
Premier étage, côté ouest.
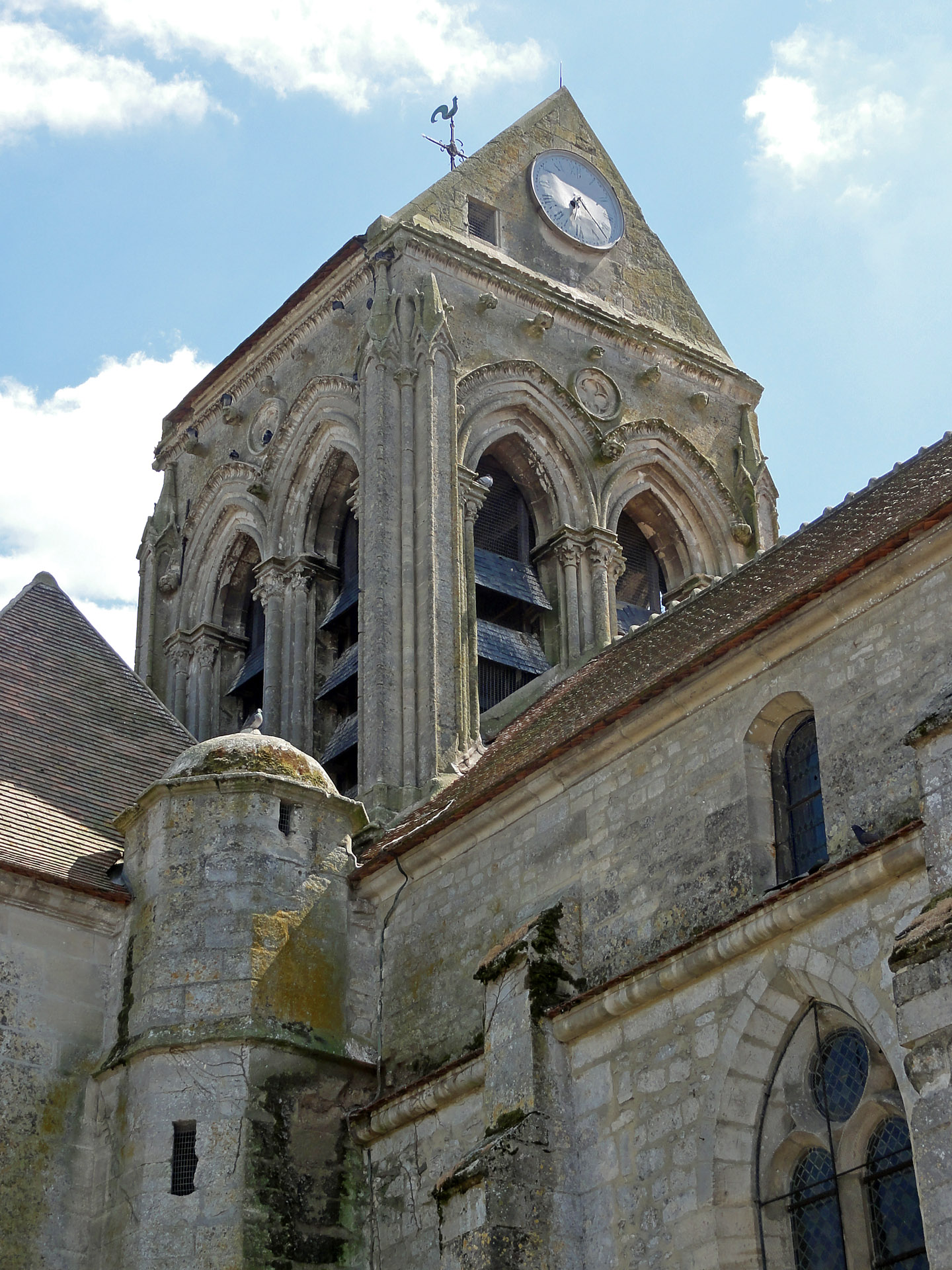
Vue depuis le nord-ouest.
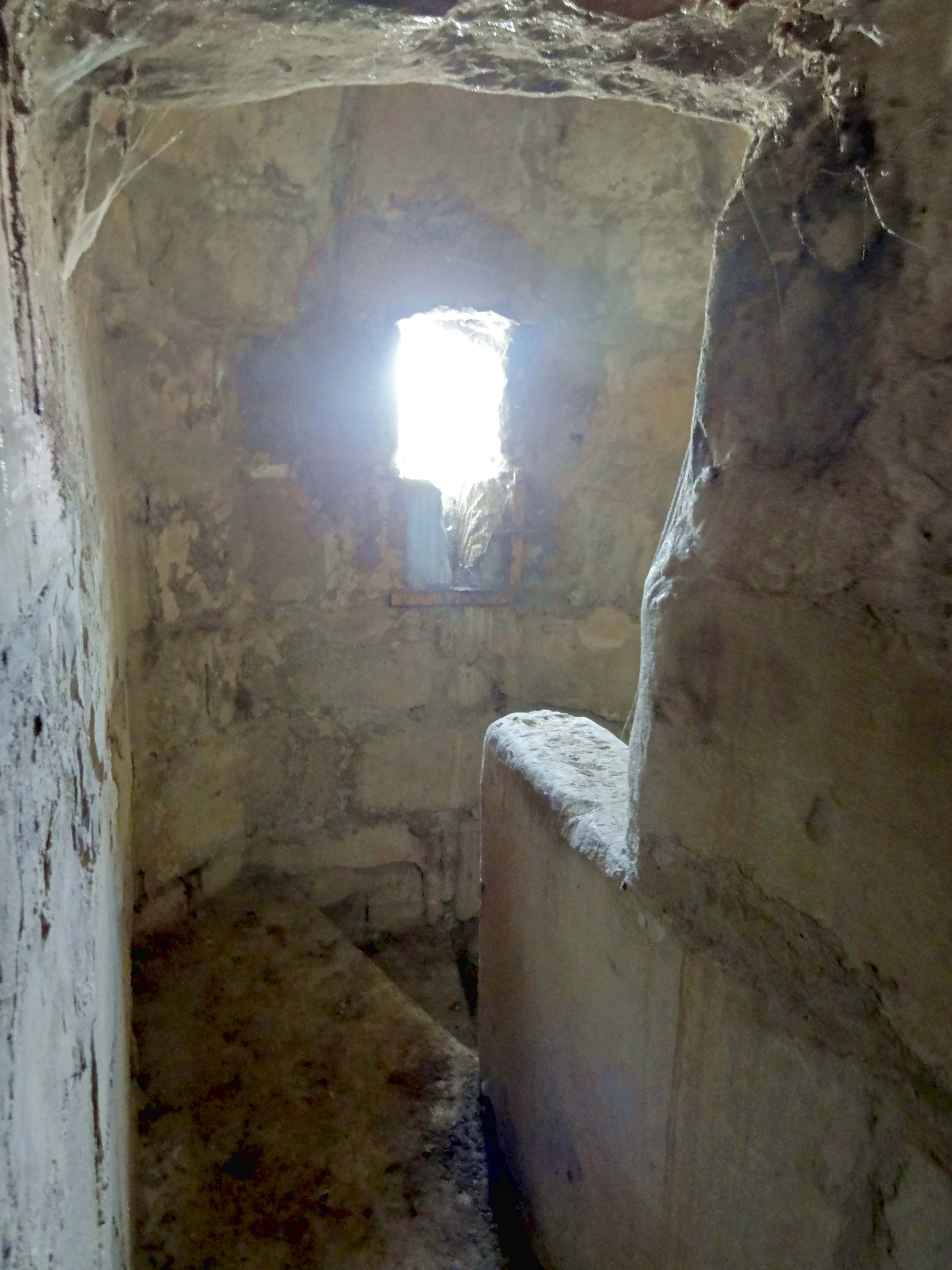
Tourelle d'escalier.
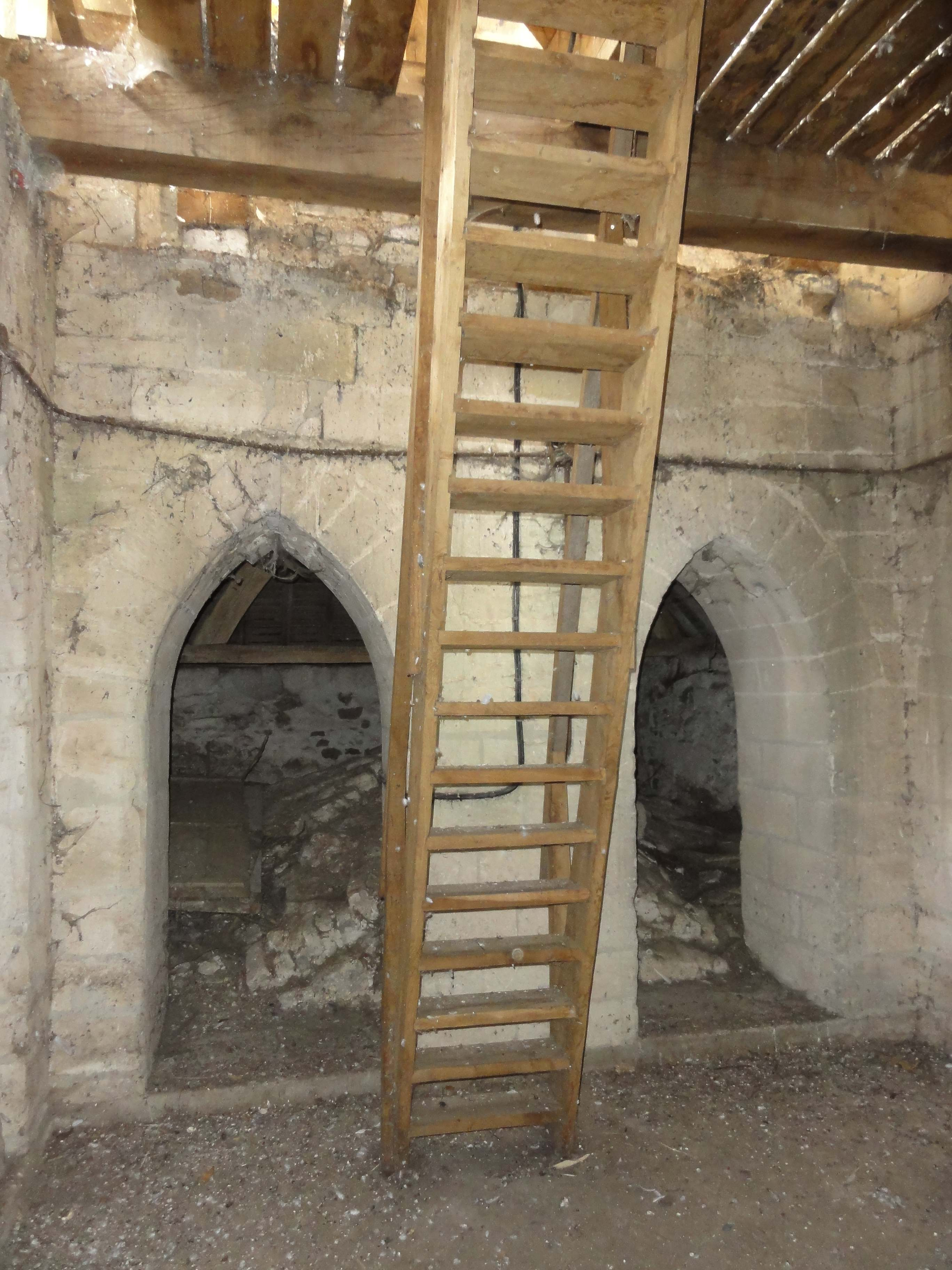
Premier étage, intérieur.
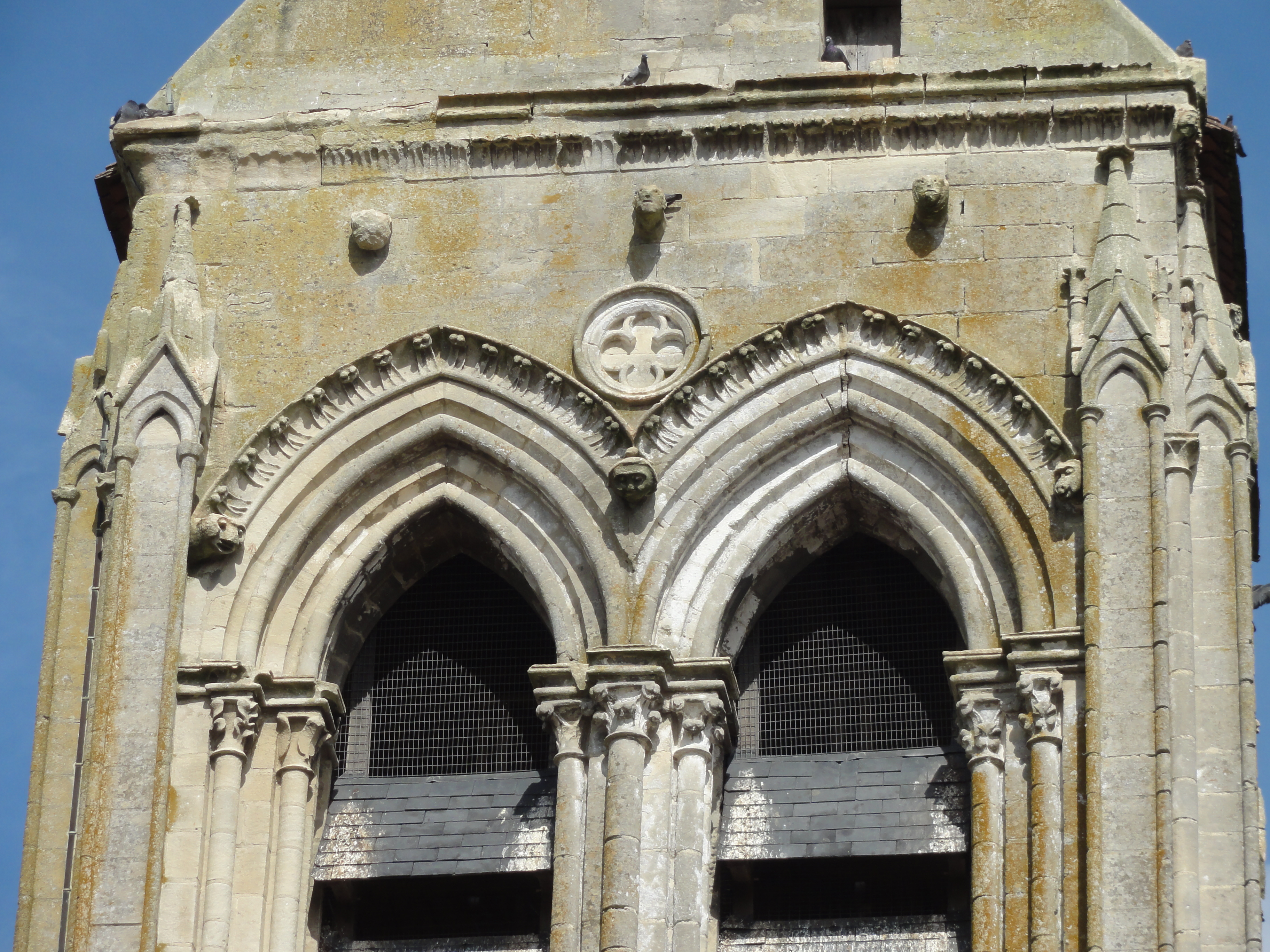
Étage de beffroi, côté est.
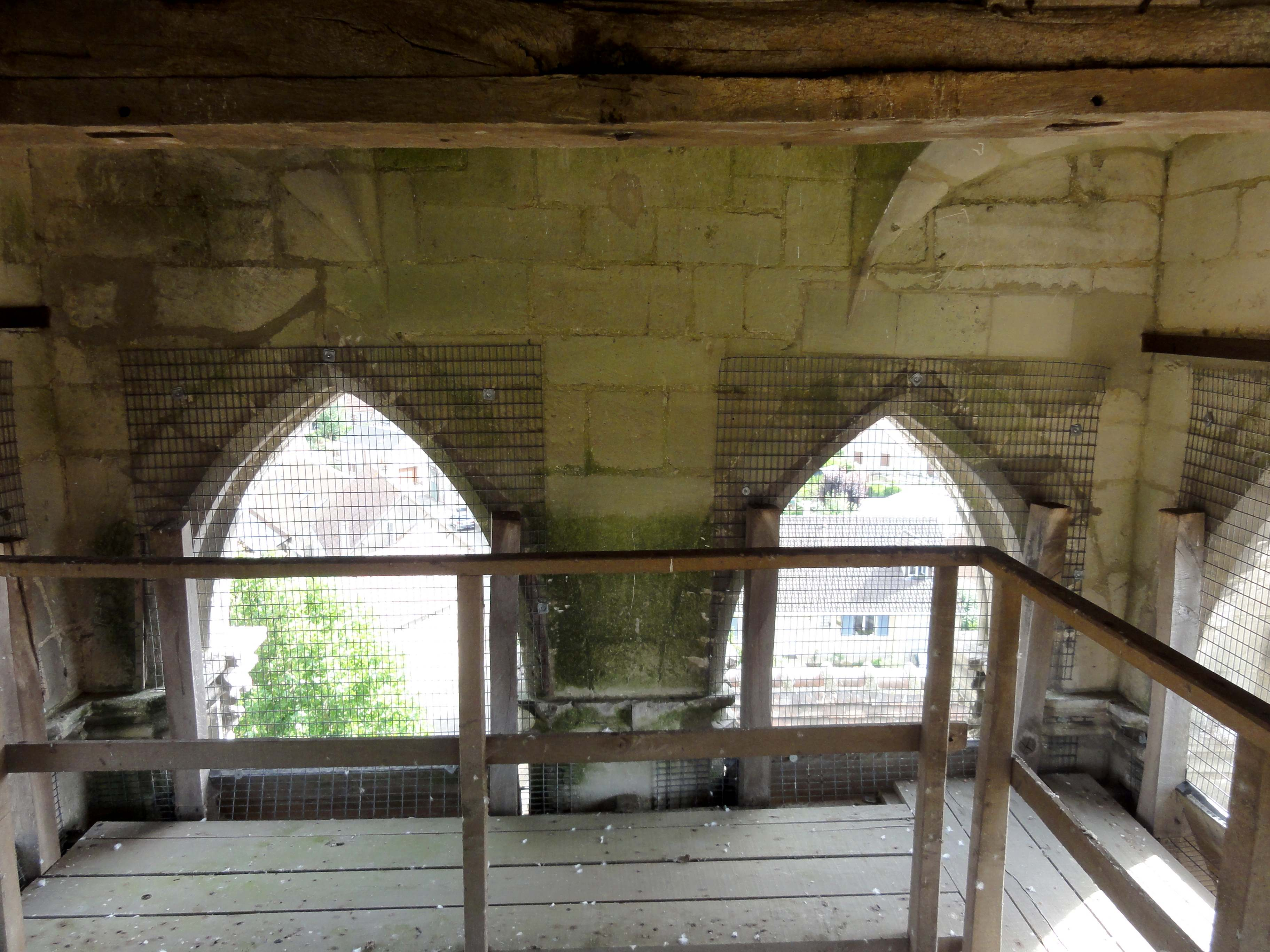
Étage de beffroi, intérieur.

#### Nef

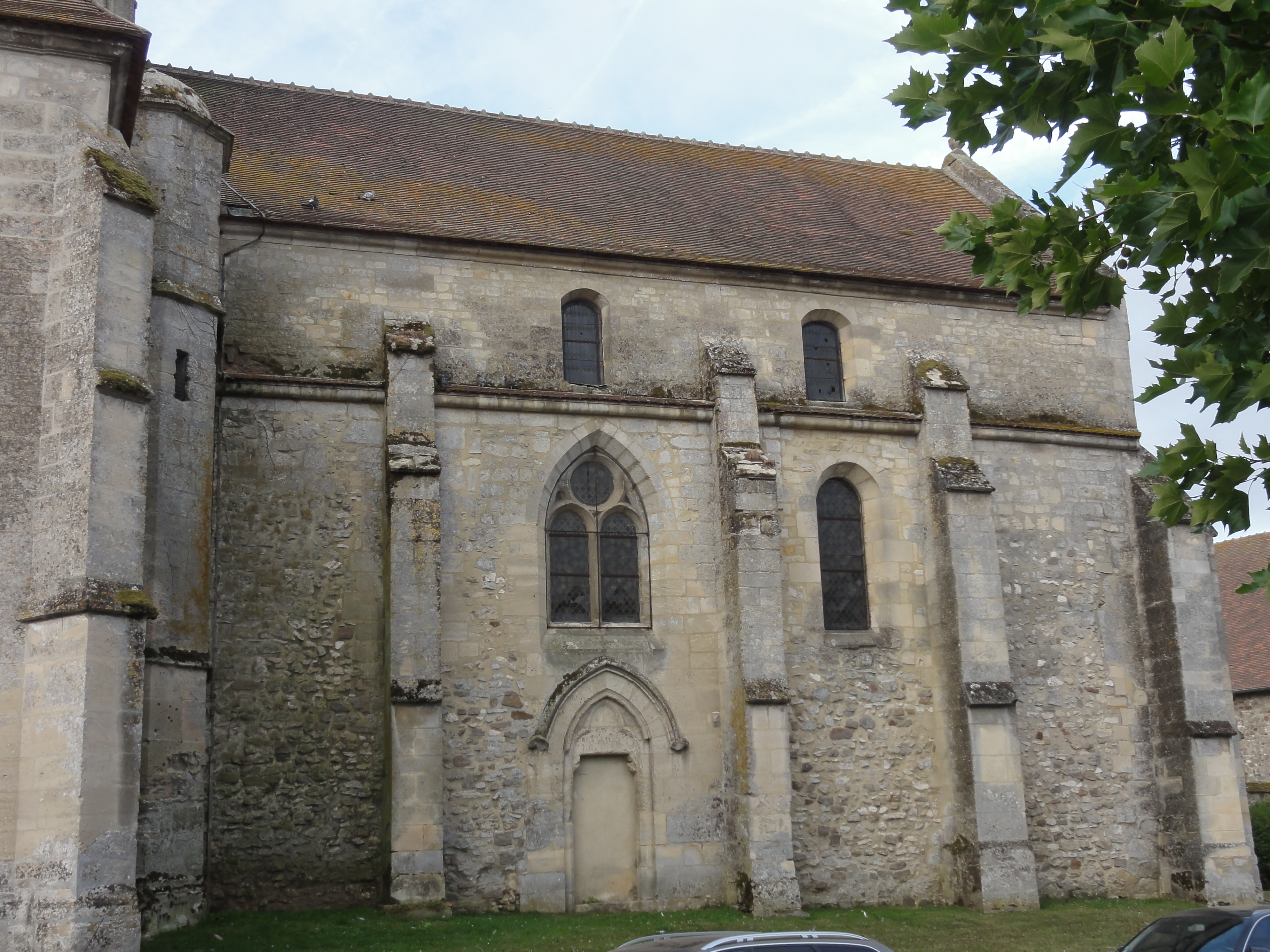
Nef, mur gouttereau nord.

L'origine romane de la nef ne se devine pas du tout à l'extérieur. Toutes les ouvertures sont postérieures, et les fenêtres d'origine se situaient derrière les contreforts actuels, ou concordaient partiellement avec les baies actuelles, dont les pourtours ont été réappareillés après le percement. Tous les contreforts sont gothiques. Ils sont scandés par un larmier, et s'amortissent par un glacis formant larmier, sauf les contreforts latéraux, qui ont été exhaussés en même temps que la nef et sont désormais à double glacis. L'on remarque la répartition un peu irrégulière des contreforts latéraux. La façade est bâtie en pierre de taille, et les murs gouttereaux sont en moellons, y compris pour les assises supérieures, ajoutées tardivement. Une corniche au profil d'un quart-de-rond, qui ne date pas d'origine, indique toujours très clairement la hauteur initiale des murs. La façade, de conception simple, est pourtant d'un bel effet. En dépit des remaniements, elle ne montre pas de rupture stylistique. Une scansion horizontale est apportée par trois bandeaux ou larmiers, dont le deuxième correspond à la limite inférieure de la très grande fenêtre occidentale. Le premier bandeau montre un profil plus complexe. Il court au niveau des impostes du portail et s'infléchit au-dessus. Le larmier supérieur court à gauche et à droite de la baie occidentale, à seulement un tiers de sa hauteur, puis monte à côté des piédroits, puis s'infléchit également au-dessus de l'arc de la baie. Le portail possède une archivolte composée de plusieurs moulures et un tympan dont la moitié inférieure s'est perdue. Quand il était encore complet, le tympan devait arborer un trilobe plaqué, ce qui est toujours le cas du portail latéral nord. Son archivolte retombe sur deux chimères fortement mutilées, qui évoquent le style flamboyant, tandis que la forme des trilobes évoque le style rayonnant. Étant donné ces observations, il n'est plus possible de dire si le portail occidental était jadis flanqué de colonnettes, ou si les moulures étaient également reçues sur des culs-de-lampe.

#### Parties orientales

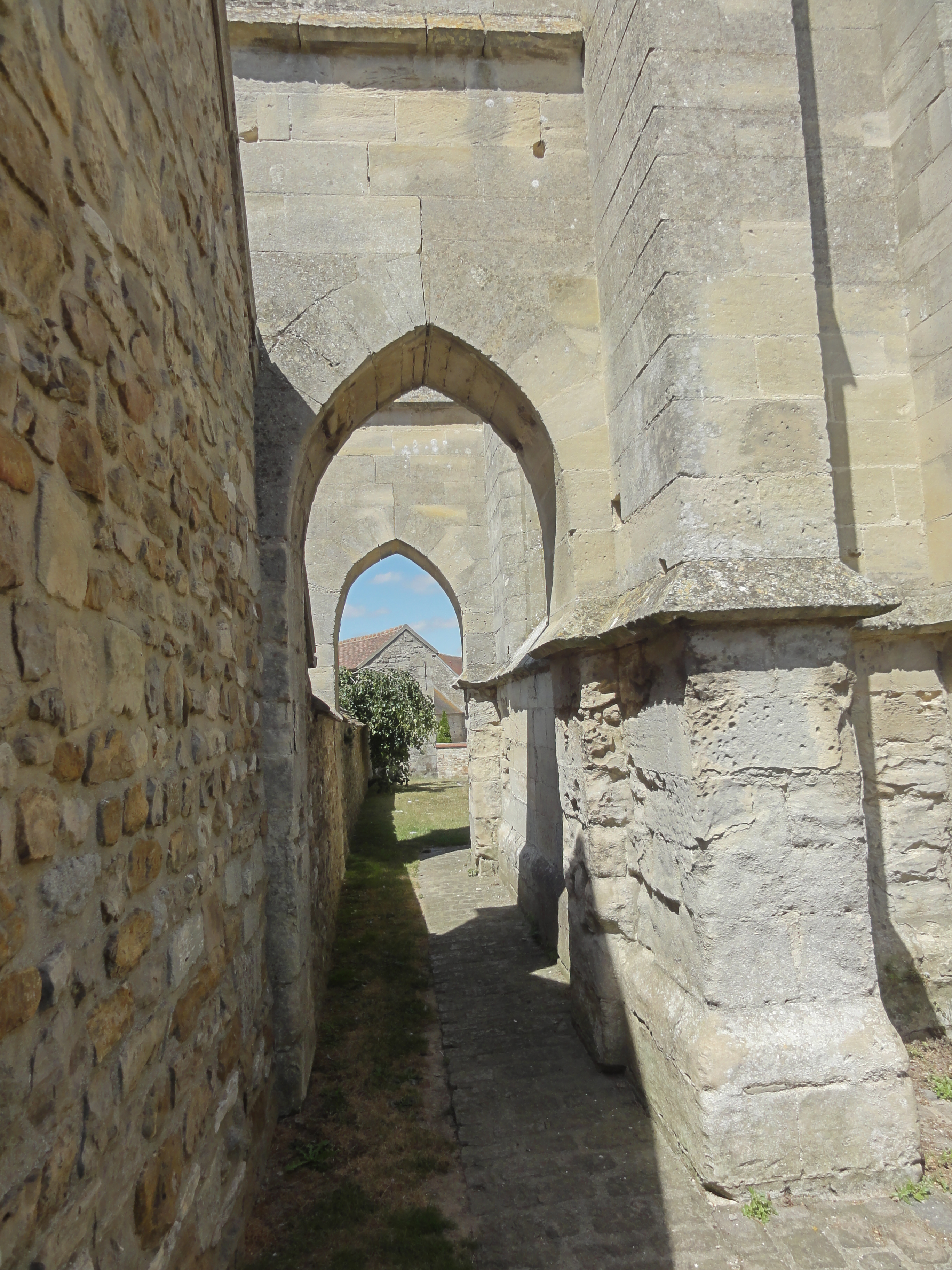
Arcs-boutants côté sud.

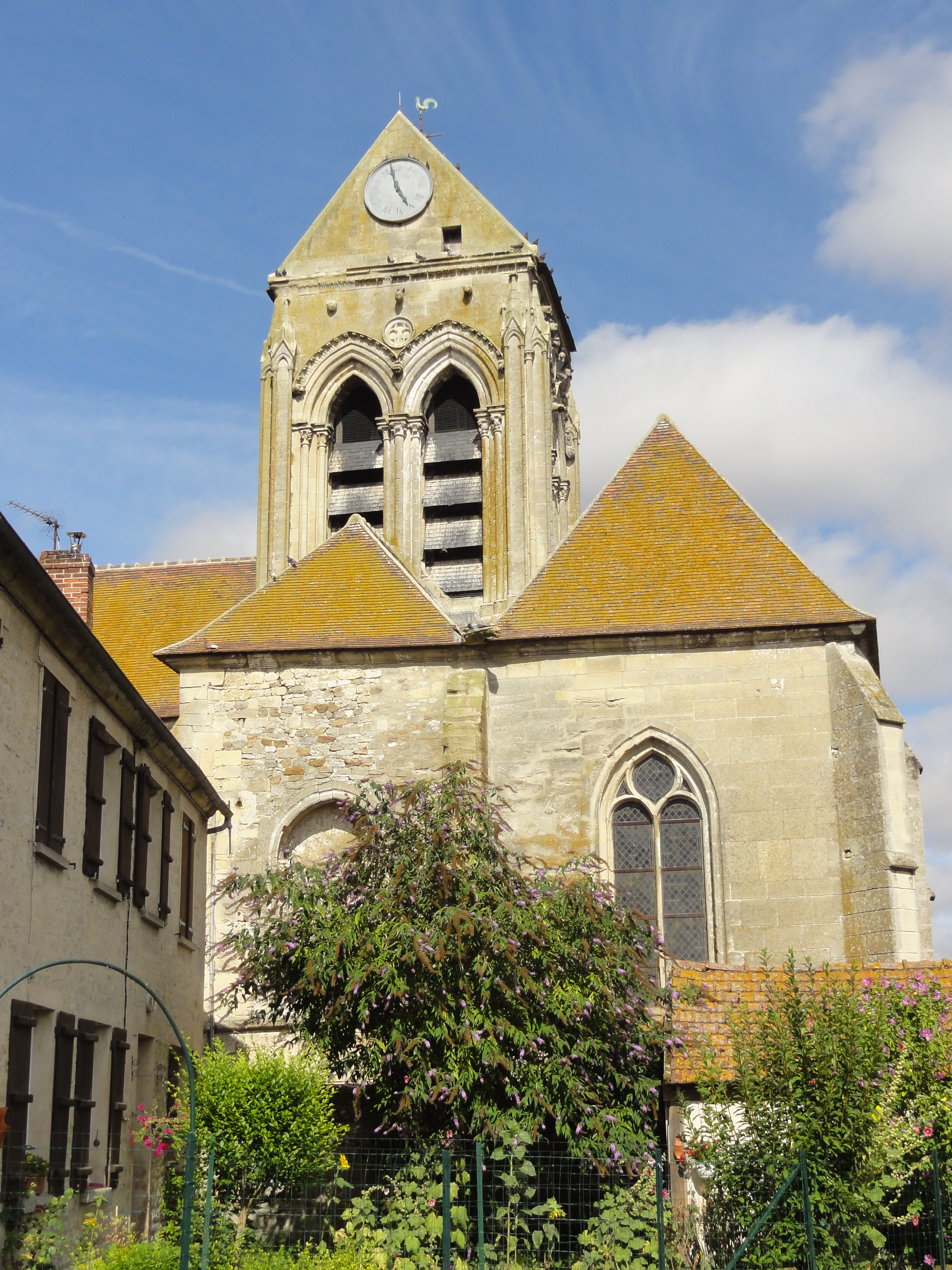
Vue depuis l'est.

La chapelle de la Vierge ou croisillon sud, dont l'élévation méridionale n'est pratiquement pas visible car trop proche du mur de la ferme de l'hôtel-Dieu, est entièrement bâtie en pierre de taille, et ne montre pas de traces de reprises, ce qui parle en faveur d'une construction de toutes pièces à la fin du XIIIe siècle, plutôt que d'un simple revoûtement, comme le suggère Léon Plancouard. Les deux angles sont épaulés par deux contreforts orthogonaux, qui sont amortis par un chaperon en bâtière. Les deux contreforts côté ouest et côté est sont scandés par deux larmiers, dont le premier est également présent sur les faces latérales, ce qui rappelle les contreforts occidentaux du clocher visibles depuis la nef, qui sont donc susceptibles de provenir de la même campagne. Ce larmier se poursuit sur les murs de la chapelle et marque la limite des allèges. Les deux contreforts méridionaux sont particuliers, et s'apparentent à des arcs-boutants. Leurs culées sont intégrées dans le mur de la ferme. Ainsi, un étroit passage est laissé libre entre l'église et la ferme. Une disposition semblable existe à Genainville, où l'église touche également à un ancien prieuré. — À partir du second larmier, les contreforts se retraitent moyennant un long glacis, et retrouvent ainsi leur envergure normale cinq assises en dessous du couronnement. On remarque encore que la corniche de la chapelle de la Vierge, qui adopte la forme d'un quart-de-rond, est du même type que celle qui souligne la limite des murs romans à l'intérieur de la nef. Comme autre particularité, la niche d'autel fait légèrement saillie à l'extérieur, et il apparaît clairement que la fenêtre a toujours eu les dimensions restreintes qu'elle présente aujourd'hui.
Une nette rupture dans l'appareil est visible entre la base du clocher et le chœur, notamment en hauteur. Les deux travées s'avèrent tout à fait indépendantes l'une de l'autre, ce qui est déjà mis en exergue par les deux arcs-doubleaux accolés que l'on voit à l'intérieur. L'architecture y est d'une grande simplicité, sans aucun élément sculpté, sans doute en raison des mêmes contraintes économiques qui ont conduit à l'emploi de moellons irréguliers pour les murs. En revanche, il est difficile de se rallier à l'avis de Léon Plancouard, qui trouve que le remplage des fenêtres est « de fort mauvais goût ». En effet, presque toutes les fenêtres de la même époque sont analogues. Le recours à un unique contrefort obliquement placé à chaque angle est également une concession à l'usage général de l'époque, tout comme le profil émoussé du larmier qui court à la limite des allèges. Curieusement, le second larmier et le talus sont encore de type gothique, et les éléments décoratifs de la Renaissance sont complètement absents. La raison est sans doute l'emploi de ces mêmes contreforts sur la chapelle nord, qui possède déjà des contreforts obliques, autre détail qui dément la datation pour le début du XVIe siècle. Le premier larmier est encore proche du modèle de la chapelle de la Vierge, et ne se poursuit pas à la limite des allèges, ce qui est rare à l'époque. L'appareil en pierre de taille cadre avec l'impression d'une construction soignée que laisse l'intérieur de la chapelle, mais outre la gargouille à l'aboutissement du chéneau entre le chœur et la chapelle, c'est en vain que l'on cherchera des chimères, des clochetons et des réseaux plaqués, qui font profusion sur certains édifices de la période flamboyante, dont l'église voisine de Cléry-en-Vexin. Les deux parties de l'église possèdent une corniche continue, sans aucune rupture au niveau de la gargouille, et il reste en suspens où Léon Plancouard veut avoir observé des « morceaux du XIIIe siècle ».

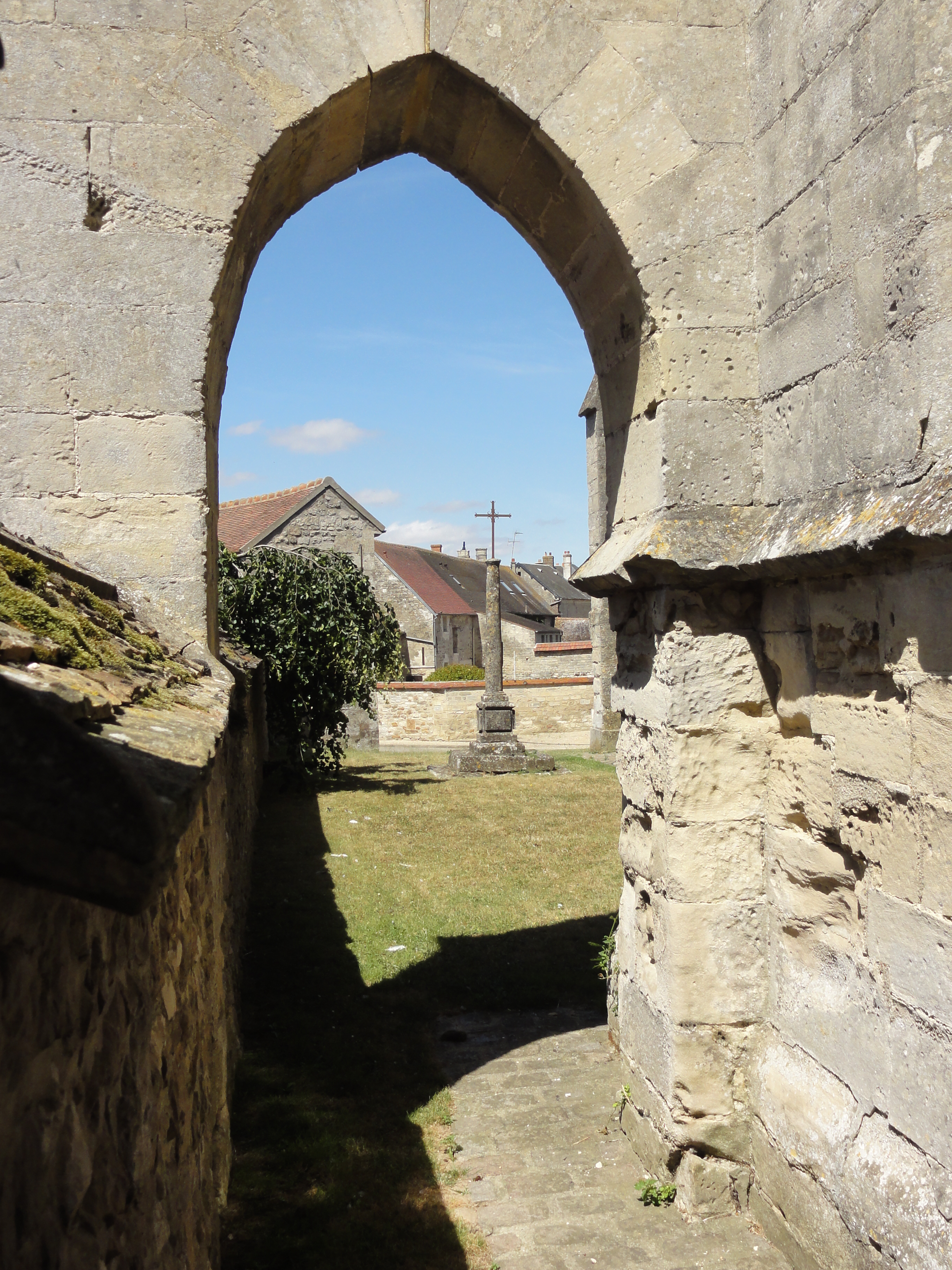
Arc-boutant côté sud, vue sur la croix de cimetière.
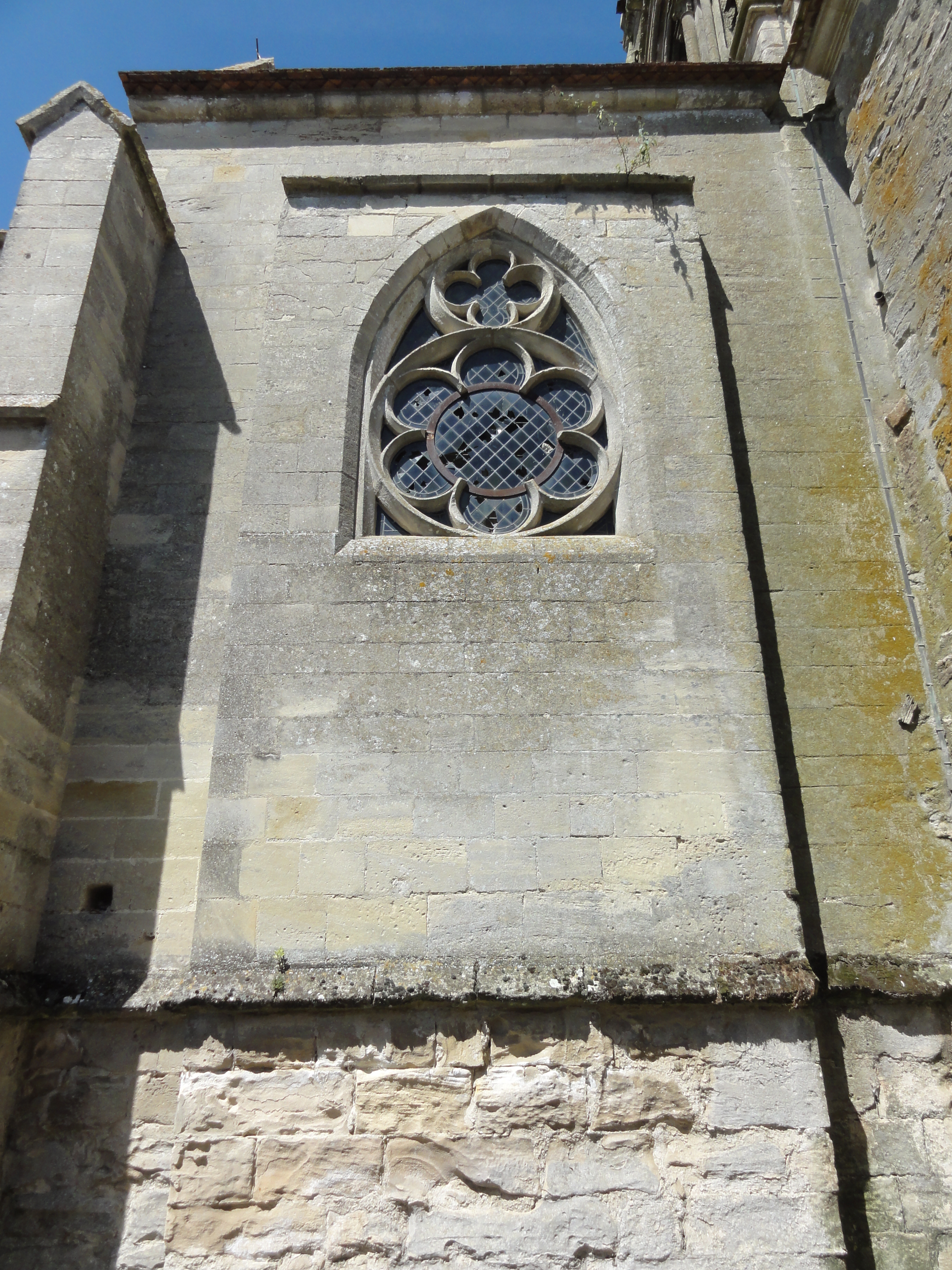
Croisillon sud, fenêtre orientale.
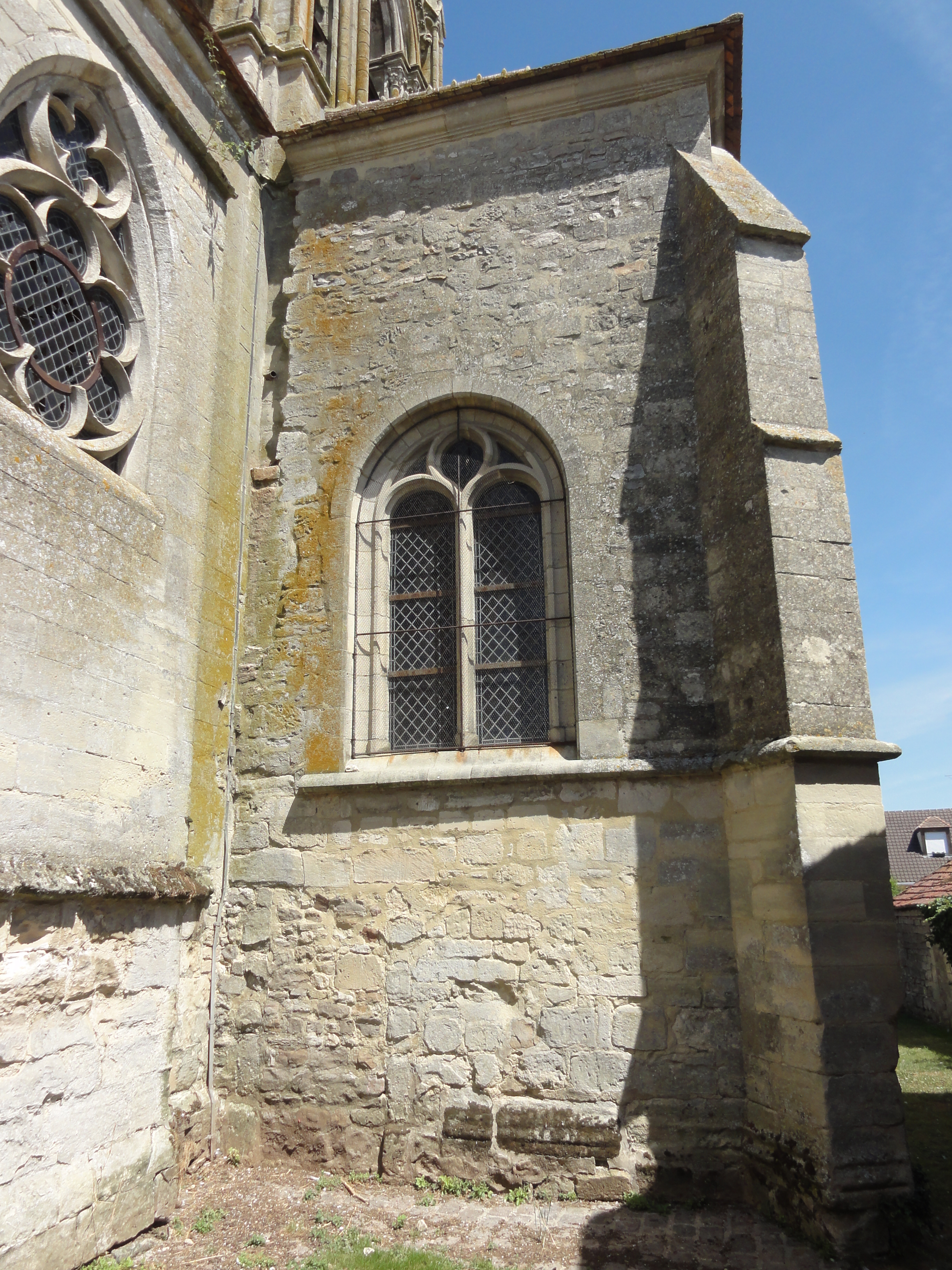
Chœur, vue depuis le sud.
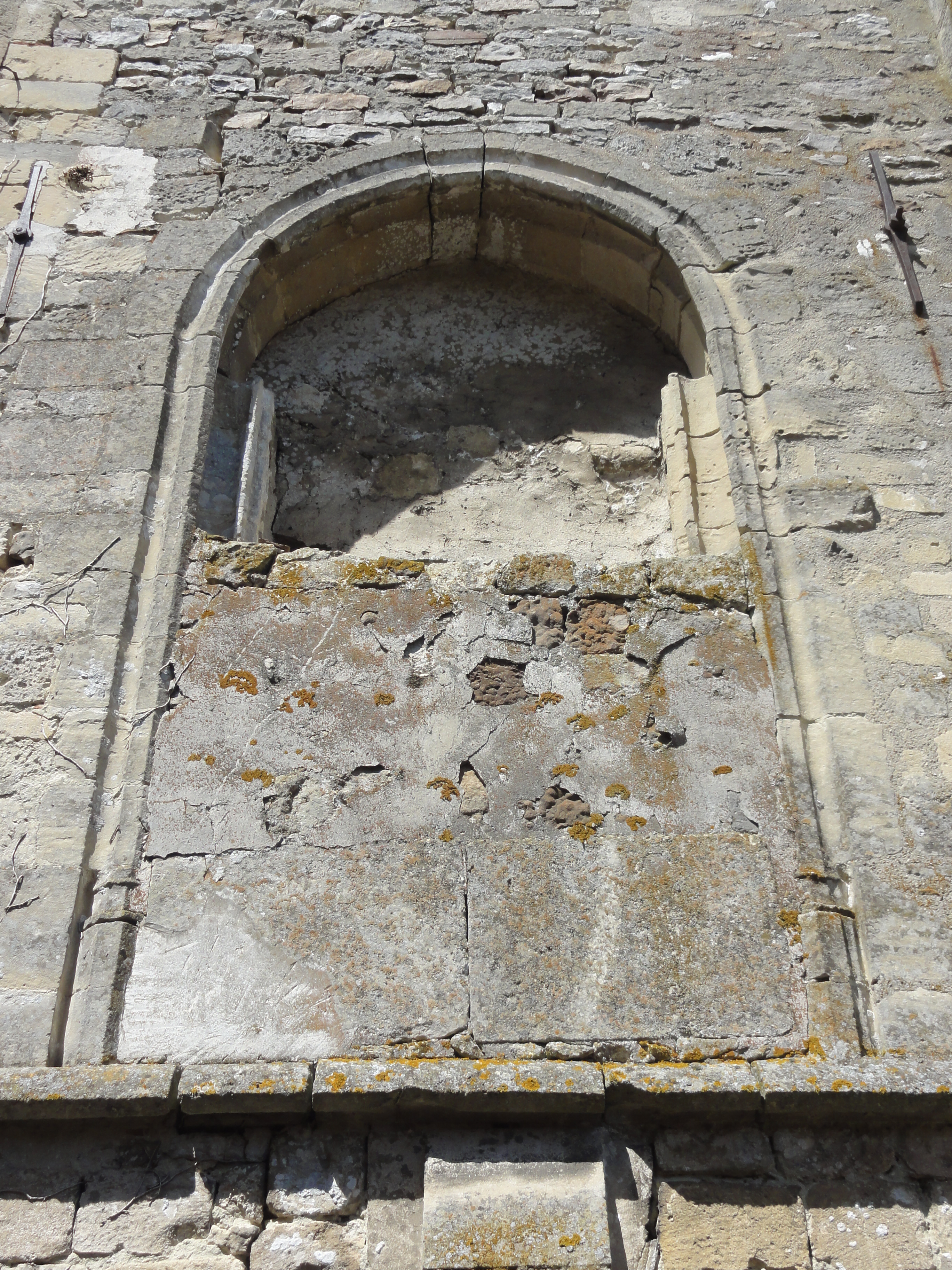
Chœur, baie d'axe du chevet.
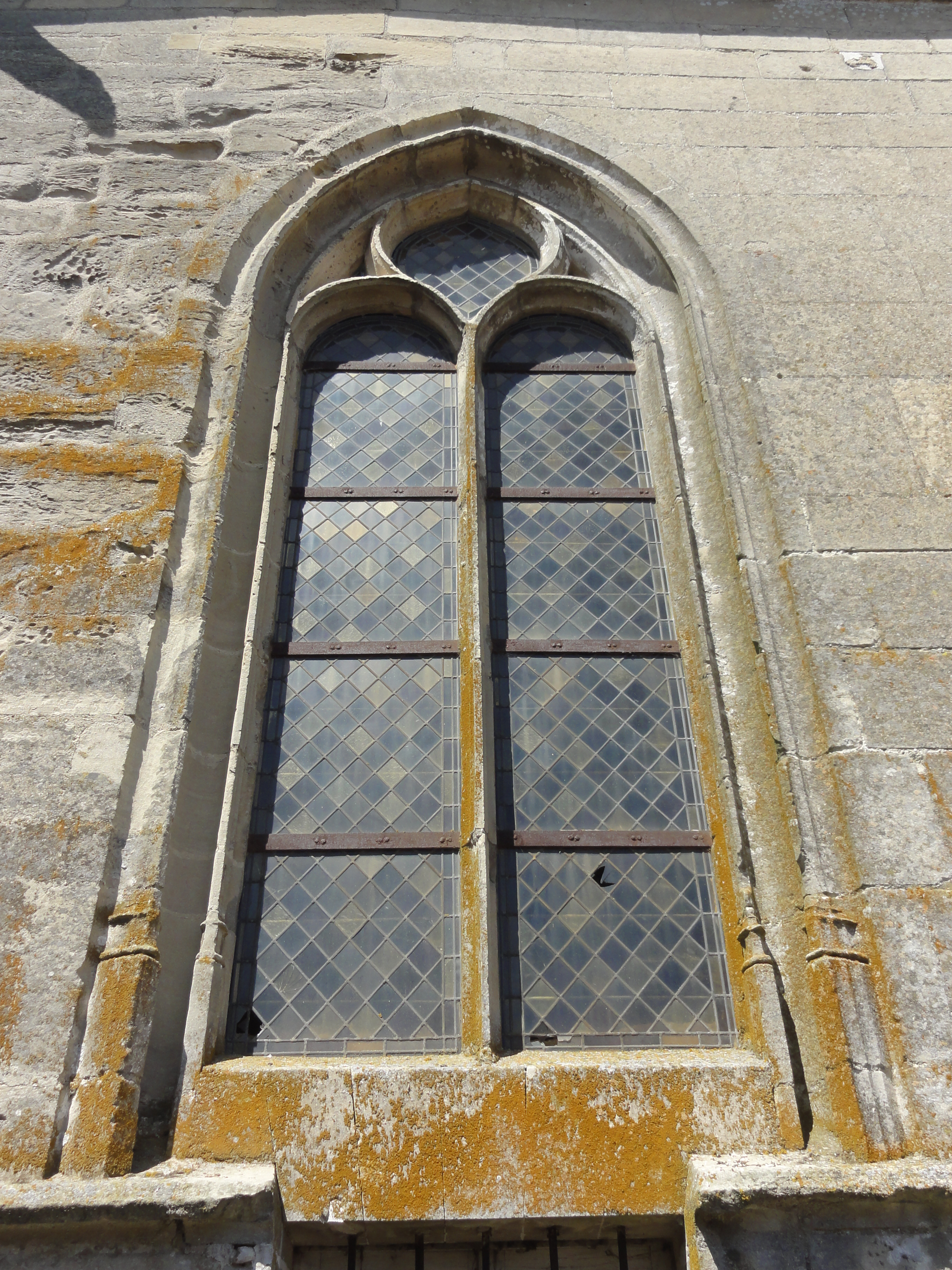
Chapelle latérale nord, fenêtre orientale.
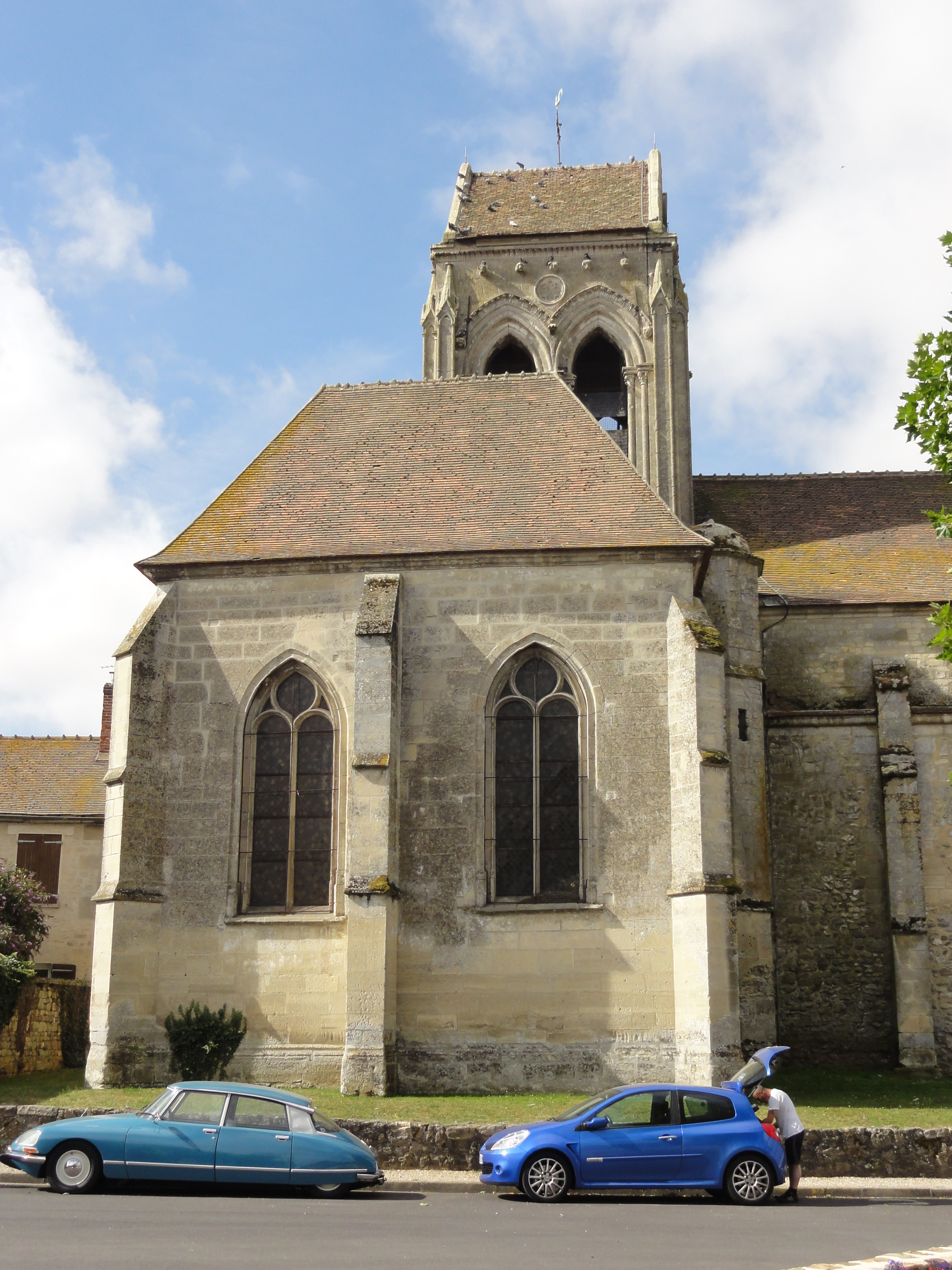
Vue partielle depuis le nord.

## Mobilier

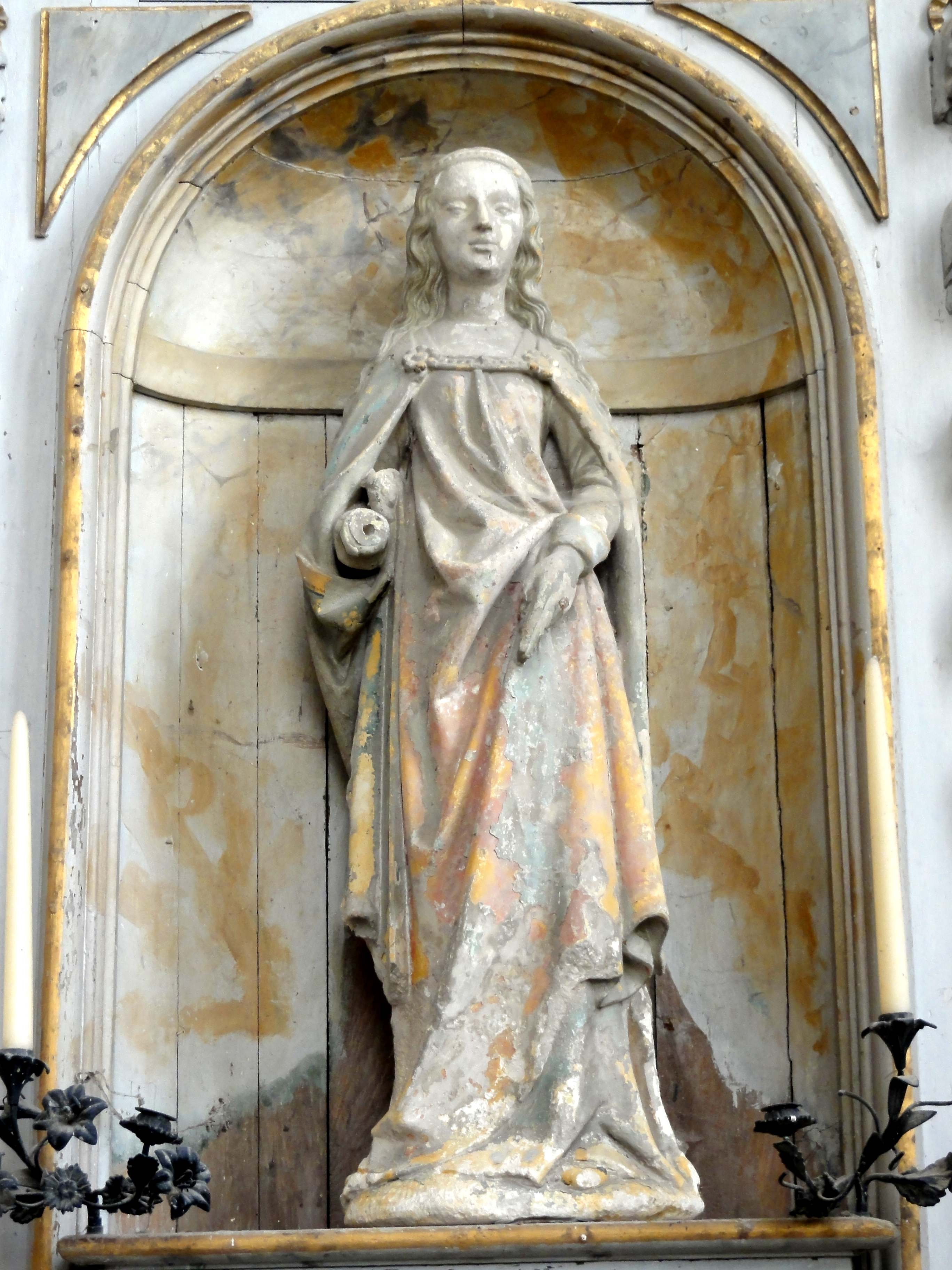
Statue de sainte Marie-Madeleine, patronne de l'église.

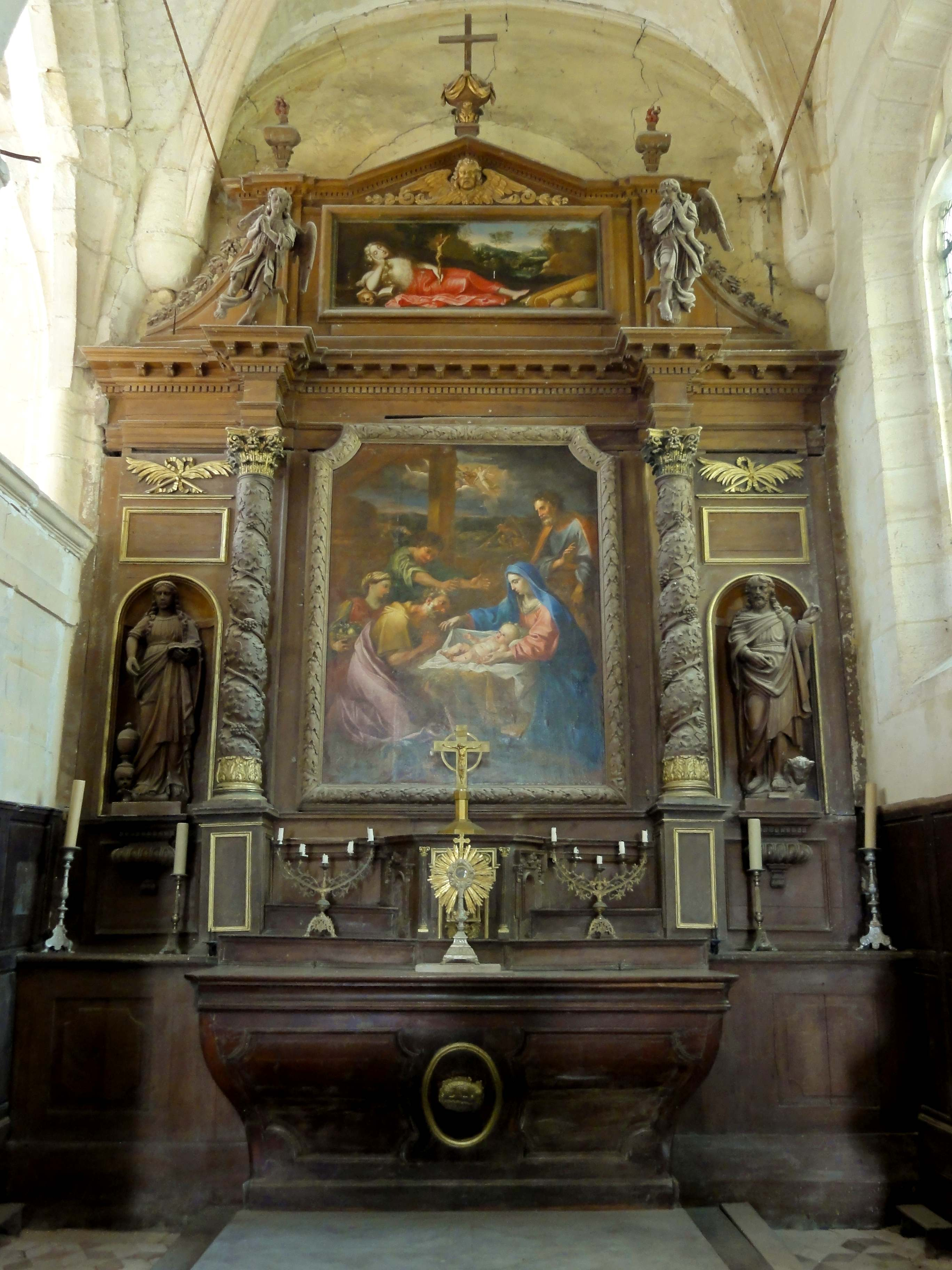
Maître-autel et retable.

Parmi le mobilier de l'église, cinq éléments sont classés monument historique au titre objet. Il s'agit de la cloche, de deux tableaux de retable et de deux œuvres de sculpture. Une troisième, déclassée en 1933, a disparu depuis. L'unique cloche en bronze que la commune a été autorisée à conserver sous la Révolution française mesure 80 cm de hauteur, et date de 1535 (et non de 1550, comme l'affirme Léon Plancouard). À la fin du XXe siècle, elle était très usée à l'intérieur, mais la commune a réussi à la faire réparer, et elle sonne toujours. Le décor en bas-relief se résume à une croix fleurdelisée et à un cygne (devant sans doute représenter un pélican) à sa droite. Il ne s'agit pas du Christ en croix entouré de deux anges (autre erreur de Léon Plancouard). L'inscription portée sur le pourtour est la suivante : « …suis nommée Magdeleine + l'an mil VXXXV nom fumes faictes par les habitants du Bellay ». La signature du fondeur de cloches se compose d'une petite figure de cloche, au-dessous de laquelle est écrit « …essadre Le Maistre ». Il doit s'agir d'Alexandre Le Maistre, fondeur à Pontoise, dont l'on connaît également les cloches de Gérocourt (1549) et de Meulan (1542),. Les statues classées sont les suivantes :
- Le groupe sculpté en pierre polychrome représentant l'Éducation de la Vierge Marie par sainte Anne mesure 130 cm de hauteur, et date du XVIIe siècle. Classée en 1908, il a été déclassé vingt-cinq ans plus tard, pour des motifs qui ne sont pas précisés dans la base Palissy. Cette œuvre a disparu[18].
- Le groupe sculpté en pierre polychrome représentant la Pietà ou Vierge de Pitié mesure 91 cm de hauteur, et date du dernier quart du XVe siècle. Comme particularité, les clous de la Crucifixion sont restés dans la plaie du Christ. L'œuvre est classée depuis 1955, et a été considérée comme datant du XVIe siècle lors du classement[19].
- La statue en pierre polychrome de sainte Madeleine mesure environ 100 cm de hauteur, et date du XVe siècle. On la trouve dans la niche du retable de la chapelle de la Vierge, et elle a été considérée comme une Vierge du début du XIVe siècle au moment du classement en 1938. Madeleine a perdu sa main droite, et le seul attribut est une fiole de parfum serrée entre son bras droit et son corps. Selon l'usage, elle est représentée les cheveux ouverts, et la physionomie avenante. Rien ne justifie l'identification à la Vierge Marie, mais la couche de badigeons grisâtres qui s'écaillent à présent n'a sans doute pas facilité la datation de l'œuvre, dont le classement remonte à 1938[20].

Le retable du maître-autel, en bois taillé, est de style baroque et daterait de l'époque de Louis XIV. Il met en valeur le grand tableau de retable, qui est cantonné de deux colonnes torsadées, qui sont enveloppées de pampres, et portent des chapiteaux corinthiens. À gauche et à droite, des niches en plein cintre sont ménagées dans les ailes latérales et abritent des statues de Marie-Madeleine et de saint Luc, qui sont trop grandes pour ces niches, et datent probablement du XIXe siècle. Un entablement surmonte cet ensemble. Au-dessus, le deuxième ordre du retable se compose d'un corps central avec fronton triangulaire, qui est flanqué de deux stylobates dans le prolongement des colonnes, et de deux ailerons. Des statues d'anges adorateurs, qui sont représentés en mouvement et apportent une note dynamique, sont placées devant les stylobates. Malgré des visages un peu disgracieux, ces sculptures sont de belle facture, et occupent sans doute ces mêmes emplacements depuis l'origine. Enfin, le couronnement est formé par deux petits pots-à-feu au-dessus des stylobates, et par une urne sommée d'un crucifix au sommet du fronton, qui arbore par ailleurs une tête de chérubin entre deux ailes. Ce retable, dont l'on peut souligner l'équilibre de la composition et la sobriété, sans l'excès de fioritures répandu à l'époque, n'est pas classé à ce jour. En revanche, les deux tableaux du retable sont classés individuellement :
- Le grand tableau de retable représente l'Adoration des bergers. C'est une œuvre de Charles-Alphonse Du Fresnoy (1611- 1668). Il peint à l'huile sur toile, et mesure 155 cm de largeur pour 192 cm de hauteur. Il a été restauré à la suite de son classement en 1962[21].
- Le tableau peint à l'huile sur toile et intitulé « Madeleine pénitente au désert » date du XVIIe siècle. Ses dimensions n'ont pas été prises. On le trouve en bas du fronton. Il est traditionnellement attribué à Jean-Baptiste Santerre (1651-1717) qui est natif de Magny-en-Vexin. Le classement remonte à 1908[22].

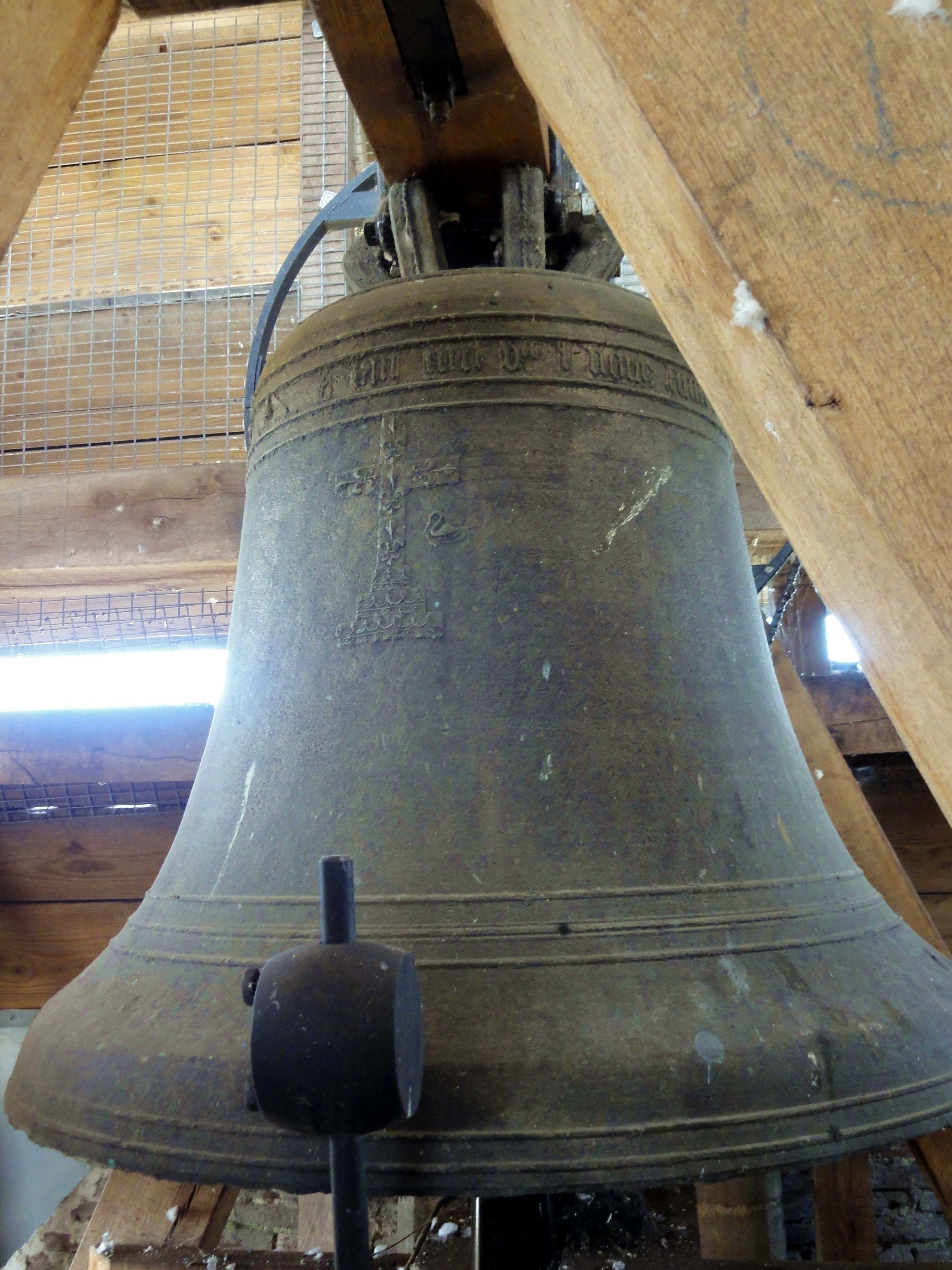
Cloche « Madeleine » de 1535.
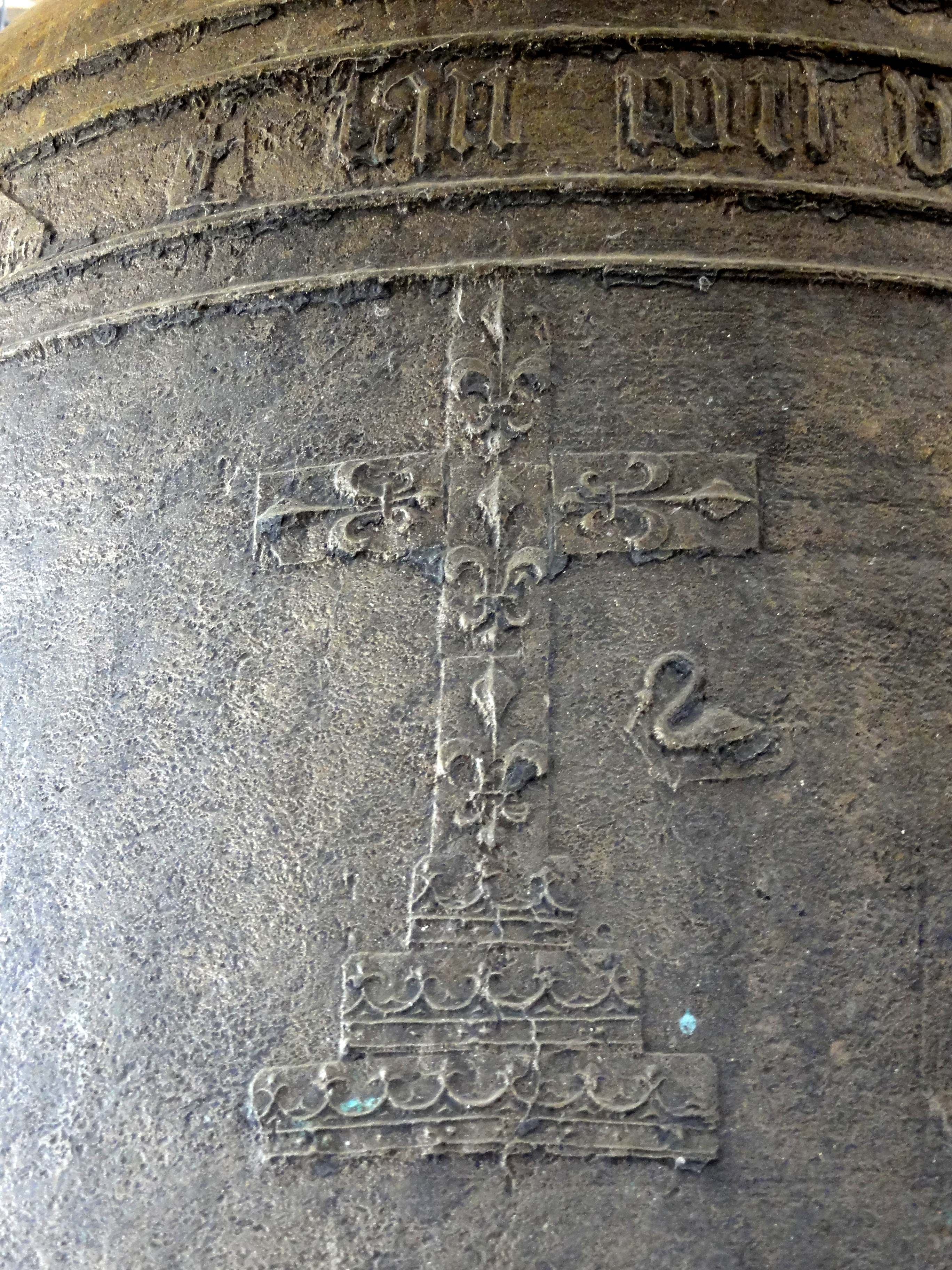
Décor en bas-relief.
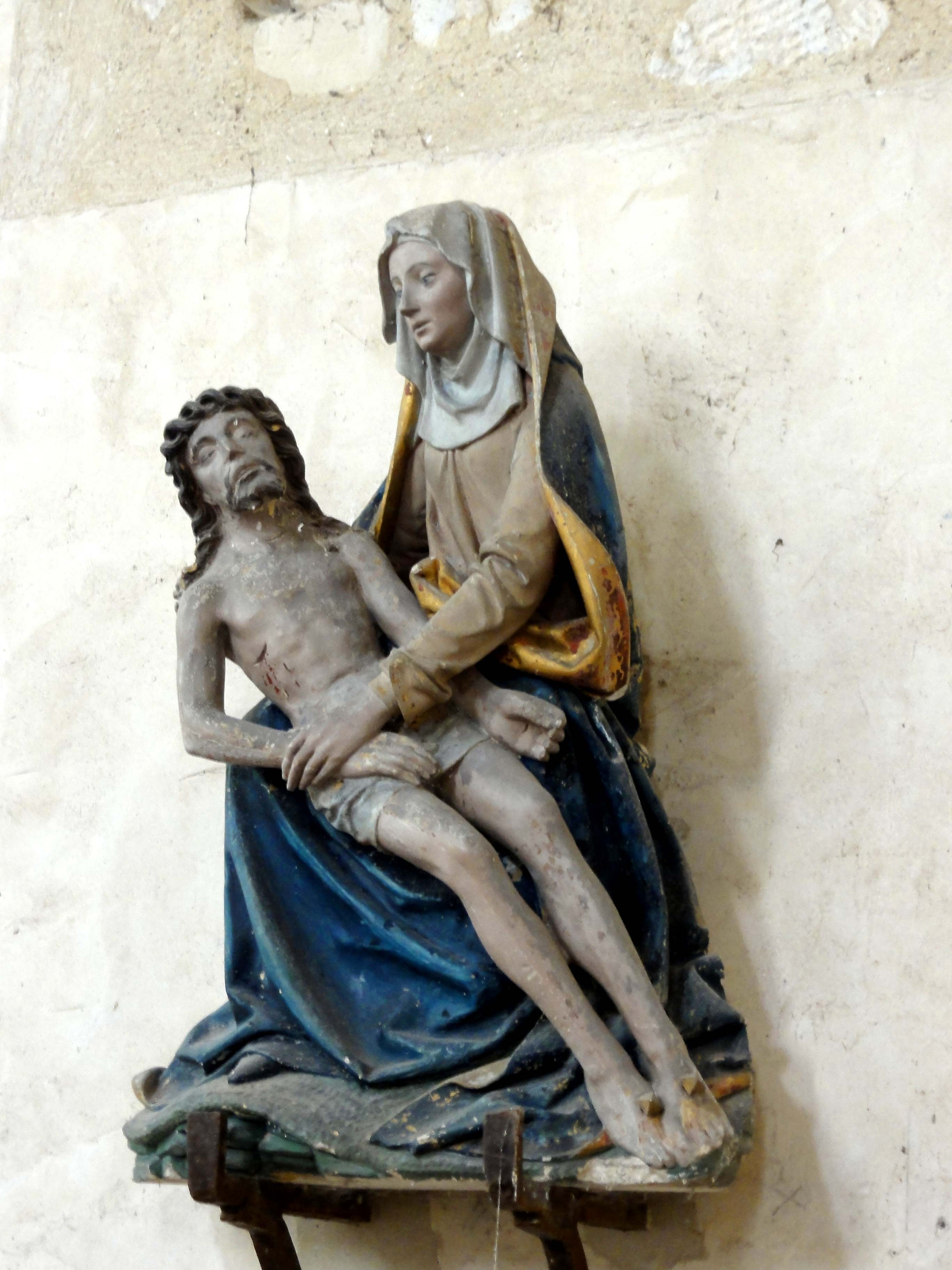
Vierge de Pitié.
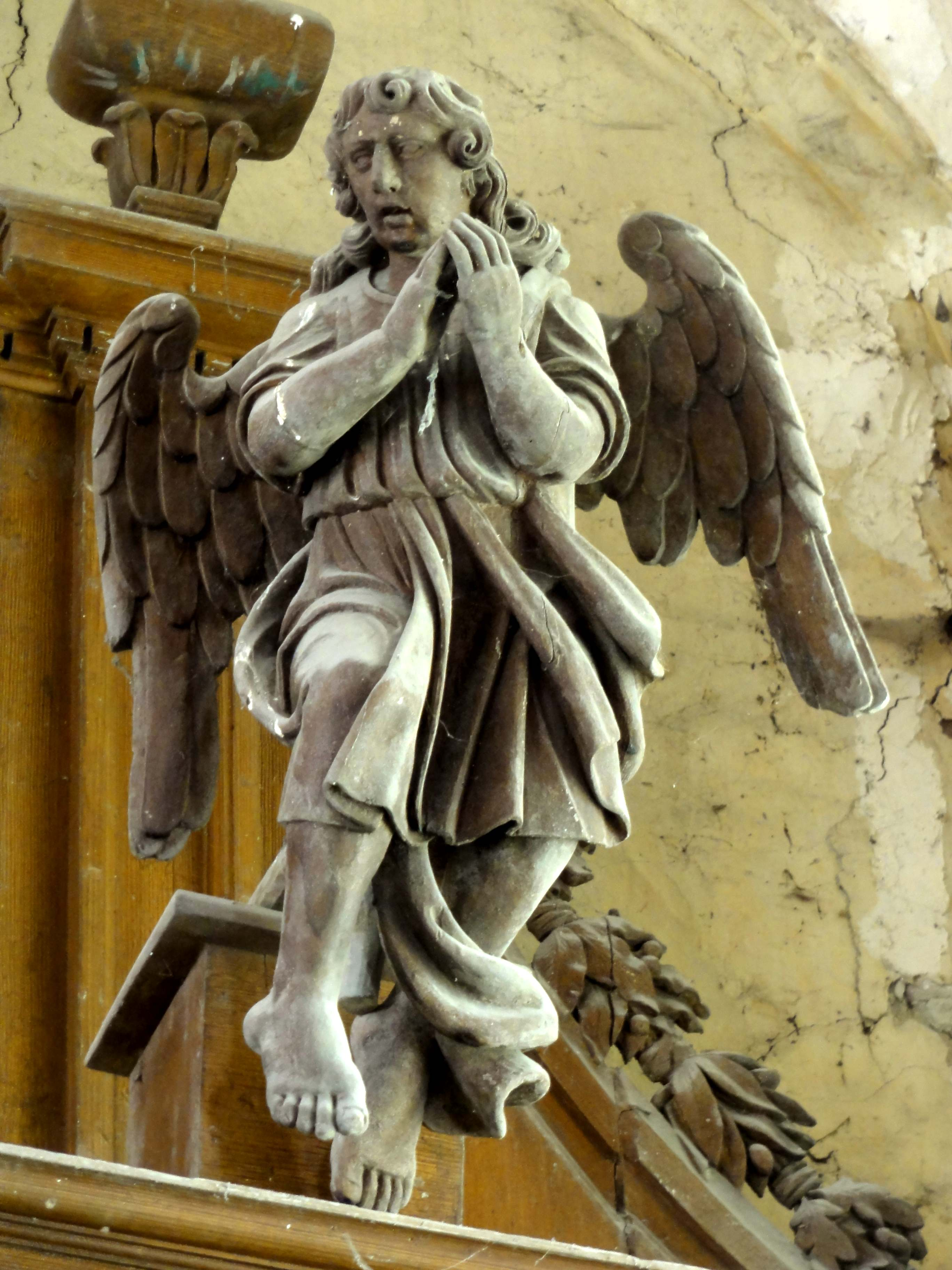
Ange adorateur du retable.
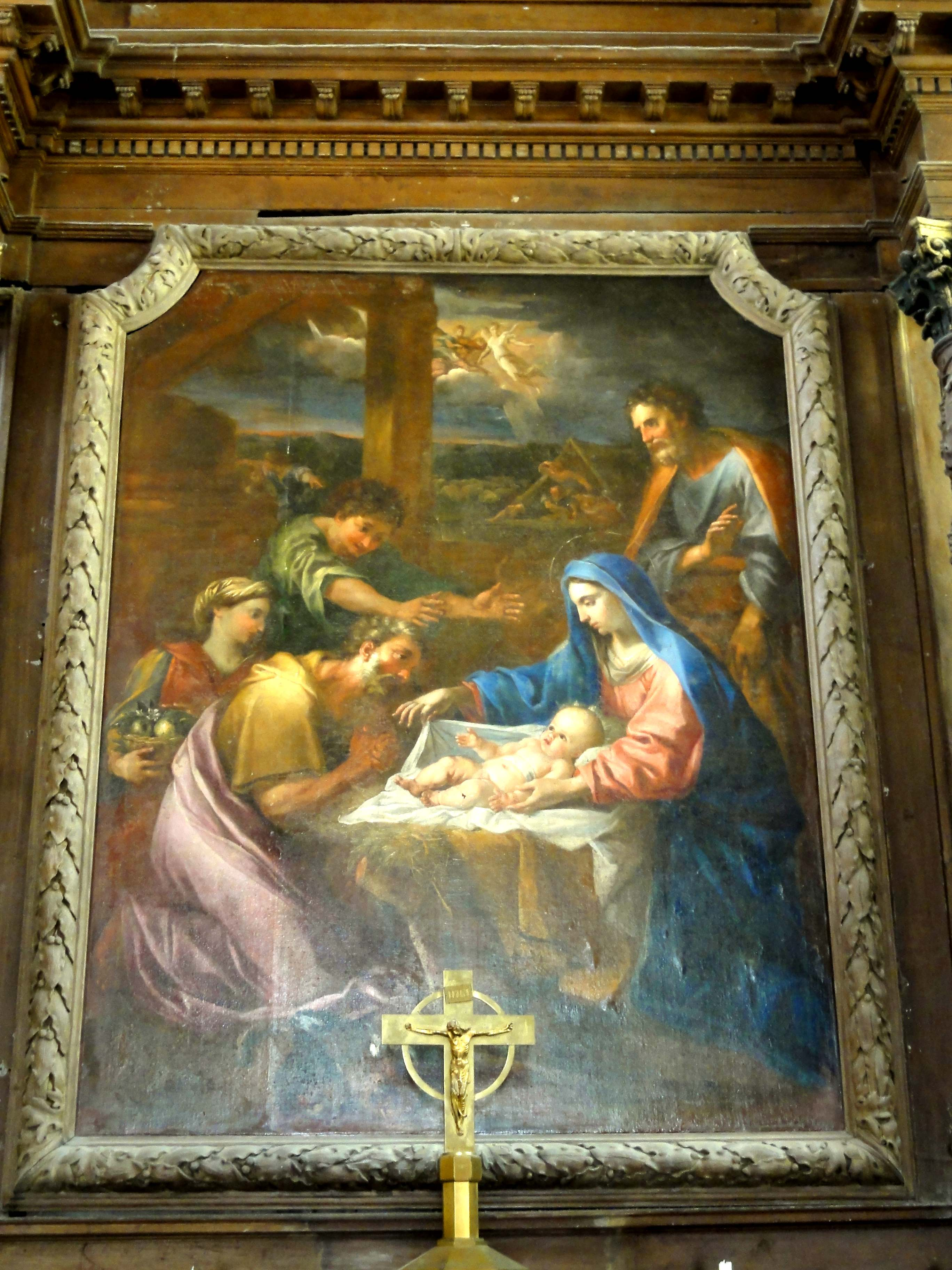
Adoration des bergers.
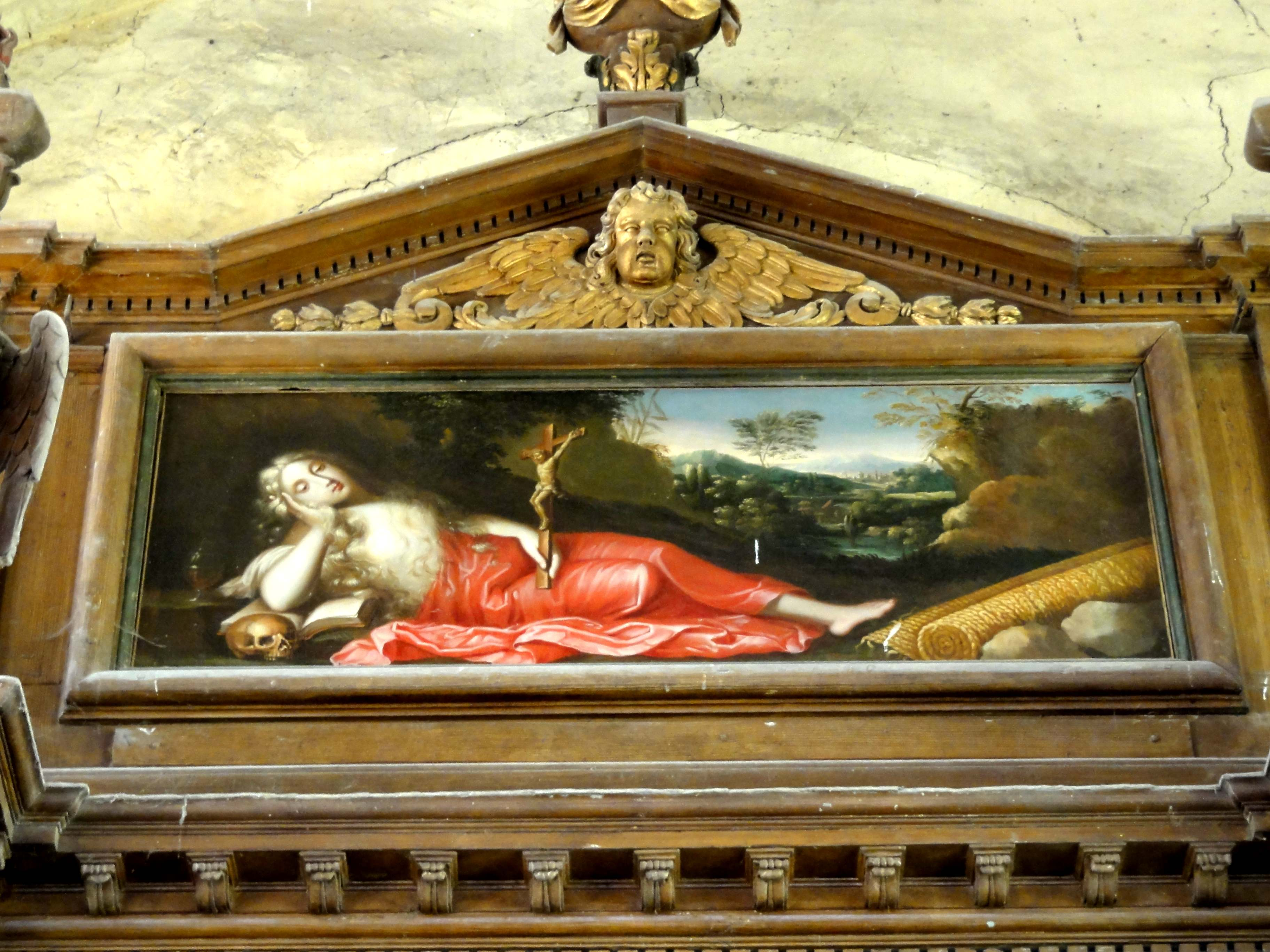
La Madeleine au désert.